# الناصرة
النَّاصِرة (بالآرامية: ܢܨܪܬ؛ باللاتينية: Nazara؛ بالعبرية: נָצְרַת) من أهم مدن فلسطين التاريخية، تقع اليوم في لواء الشمال في منطقة الجليل، وتبعد عن القدس حوالي 105 كم إلى الشمال. أصبحت المدينة بعد النكبة عام 1948 مركزًا إداريًا وثقافيًا والمركز الرئيسي لعرب 48، بلغ عدد سكان مدينة الناصرة في عام 2015 حوالي 75,726 نسمة. ويَصل عدد سكان حاضرة الناصرة حوالي 210,000 نسمة منهم 174,800 عربي (83%) و30,345 يهودي (15%) و4,855 آخرون (2%)، وتضُم الحاضرة البلدات المحيطة وهي الناصرة العليا، ويافة الناصرة، والرينة، وعيلوط، وكفركنا، والمشهد، وإكسال وعين ماهل. وتعد حاضرة الناصرة أكبر تجمع حضري عربي في إسرائيل وهي المدينة الوحيدة التي يزيدُ عدد سُكَّانُها عن 75,000 نسمة، أغلب سكان المدينة هم عرب وتضم عدد كبير من سكان أصلهم مهجرون من قرى مثل صفورية والمجيدل، هذا الحدثُ المفصلي في تاريخ الناصرة، ضاعف عدد السكان بشكلٍ فجائي.
تُعتبر مدينة الناصرة إحدى أكثر المدن قداسًة في الديانة المسيحية، وبحسب الانجيل، فإن الملاك جبرائيل بشّر مريم العذراء بولادة يسوع المسيح، كما أنها المدينة التي نشأ فيها فنُسِبَ إليها ودُعي يسوع بيسوع الناصري. كما دُعي أتباعه بالنصارى. وابتداءً من العصر البيزنطي، أضحت المدينة مركزًا دينيًا. ومع الحملات الصليبية للمدينة ازدادت أهميّتها الدينية، إذ كانت مركز الأبرشيات الكاثوليكية، كما تبعتها كنائس منطقة الجليل. وبسبب قدسية مدينة الناصرة لدى العالم المسيحي، أصبحت المدينة مقصدًا للحجاج الزائرين. وقد زارها ثلاثة باباوات؛ البابا بولس السادس في 5 كانون الثاني/ يناير 1964، البابا يوحنا بولس الثاني في عيد البشارة في 25 آذار/ مارس 2000، والبابا بندكت السادس عشر في 14 أيار/ مايو 2009. يُذكر أنّه يعيش اليوم في مدينة الناصرة أكبر تَجّمع مسيحي في فلسطين التاريخية.
كانت الناصرة بوابة الغزاة إلى فلسطين التاريخية من الحدود الشماليّة، فتعاقب عليها الفرس والإغريق والرومان والبيزنطيون والعرب والصليبيون والمغول والعثمانيون والبريطانيون، حتى استولت عليها المنظمات اليهودية المسلحة في 16 تموز/ يوليو 1948. تجدر الإشارة إلى أن اسم الناصرة اُطلق على عدد من المدن في مختلف أنحاء العالم. وقد تأسس أول مجلس بلدي للمدينة في العهد العثماني عام 1875. وبصفتها أكبر مدينة عربية في إسرائيل، تُعتبر الناصرة مركزًا ثقافيًا وسياسيًا ودينيًا واقتصاديًا وتجاريًا للمواطنين العرب في إسرائيل، وأصبحت أيضًا مركزًا للقومية العربية والفلسطينية.
بسبب أهمية المدينة بالنسبة للعالم المسيحي سميّت وتكنت العديد من المدن حول العالم باسمها «الناصرة»، فضلًا عن مدارس وجامعات ومستشفيات ورهبانيات وكنائس دُعيت بهذا الاسم تيمنًا بمدينة البشارة حسب المعتقدات المسيحية.

## اسم مدينة الناصرة
إن اسم مدينة الناصرة الكنعاني القديم هو «آبل»، وقد سُميت العين أيضًا قديمًا بـ«عين آبل»، وهي اليوم عين العذراء التي تعني أيضًا عين الحياة. لقد ذُكر اسم الناصرة في العهد الجديد 29 مرة، وهذا يعني بأنها كانت مدينة مهمة في تلك الفترة بالرغم من عدم ذكر اسمها ولا مرة في العهد القديم. وقد كانت الناصرة في أيام الهيكل الثاني (في القرن السادس قبل الميلاد) قرية يهودية ويعود أصل اسمها إلى اللغة العبرية. وكما يبدو فإن اسم المدينة مشتق من الكلمة العبرية "נצר" التي تعني عصا أو غصنا. ويعتبر المسيحيون ذلك رمزًا إلى كون يسوع في الأصل من بيت داوود، وهي الحقيقة التي تدعم احتمالات أن يكون هو يسوع المسيح. وهناك إمكانية أخرى وهي أن يكون أصل الاسم يعود إلى كلمة "נצר" بالعبرية بمعنى الحراسة وقد يرتبط ذلك بالجبل المرتفع الذي تقع عليه المدينة والذي يعنى بحراسة مرج ابن عامر الذي شهد الكثير من المعارك في الفترات الغابرة. في أيامه كان يدعى يسوع على اسم مدينته.
هنالك تعليل آخر لاسم الناصرة التاريخي، معناه مركز أو برج الحراسة. كما كان اسمها يعني الجبل المرتفع، أو منحدر الماء إلى مجراه. وليس هذا بعيدًا عن شكل جبالها المشرفة على جميع الأنحاء. لقد تشعبت الأبحاث عن اصل ومصدر اسم الناصرة، وذهب بعضها إلى أنّ أصل الاسم من اللغة الآرامية، وتذهب أخرى إلى أنّها سريانية، أو عبرية، أو عربية، ولكن معانيها حصرت في بضع مضامين:
- الزهرة أو البرعم المتفتح، أو باقة الأزهار، أو بستان الشجيرات، أو الزنبقة، أو رونق الشيء وإشراقه.
- التنسك، الصوامع، مغاور النساك، مغاور وبيوت التنك.
- الجبل، المركز، برج الحراسة، الجبل المرتفع، منحدر الماء.
- النصر، فاعلة النصر.

لقد ذكر المؤرخ ميريل في كتابه «الجليل في أيام المسيح» أن اسم الناصرة مأخوذ من جبل النبي سعين حسب رأي الأب عيسى إسكندر المعلوف، ذلك الجبل المنتصب فوق المدينة كالحارس، والذي جاء في الأناجيل بأن مدينتهم - أي الناصرة، كانت مبنية عليه عندما هرب وقفز المسيح عنه. ويقول الأب عيسى المعلوف أيضًا بأن معناها المنفصلة، أو المختبئة وهذا بعيد عن الأصل. ولقد ذُكرت كلمة «نتسيرت» لأول مرة باللغة العبرية في أشعار اليعيزير هلكيير في حوالي القرن الميلادي السابع. لكن مصدر اسم الناصرة الذي عرفت به منذ فجر التاريخ غير معروف لا المعنى الحقيقي والأصل، ولكن قيل بأن هذا الاسم عبري ومعناه «نصر»، وقيل بأن معناه غصن لكثرة غاباتها ونضارة أغصانها في الماضي.
ويُقال بأن معناه ناصر أي: «مخلص»، والناصرة هي مؤنث ناصر في العربية، وهو الجبل الذي عله ميل أو الجبل المرتفع. والناصر أيضًا هو المطر. ولقد قالت القديسة باولا بأن معناه «زهرة»، لأن الناصرة تبدو كالزهرة المتفتحة منخفضة في الوسط والجبال حولها كالأوراق. ولقد نُسب السيد المسيح إلى الناصرة فُدعي ناصريًا - أي نذيرًا مكرسًا لفداء بني الإنسان. ودُعي بالناصري وتكنى أتباعه بالنصارى نسبةً للناصرة التي سميت أيضًا «مدينة البشارة»، وسُميت «البيضاء» لبياض مبانيها وأراضيها، وسُميت بـ«أم المغاور» لكثرة المغاور المحفورة في جبالها وصخورها. وذُكرت الناصرة أيضًا في «معجم ما استعجم» باسم «نصورية»، قرية بالشام إليها تنسب النصرانية. وذُكرت باسم «ناصرت» و«نتسيرت» و«نازرت».
أما ياقوت الحموي فقال عن معناها بمعجم البلدان: الناصرة - فاعلة من النصر، ومنها اُشتق اسم النصارى، وهنالك قول آخر يقول بأن معنى كلمة الناصرة النذير أو البشير، كما يُقال أيضًا بأن الاسم مشتق من كلمة «نيزير» وتعني «التاج» أي أنها تاج الجليل.
أما الأب يوجين هوادي فيقول في كتابة «الدليل للأرض المقدسة»، أن الناصرة تبدو كمدينة إيطالية وليس كمدينة شرقية. ويقول بأن معنى كلمة الناصرة هو «الزهرة»، أو «التفتح»، أو «الانتباه»، أو «الحراسة»، وفي بعض الأحيان تفسر محروسة.

### مصطلح نصارى
نشأ في مدينة الناصرة المسيح (يسوع)، وقد سُمي أيضًا بالناصري تيمُّنًا بالمدينة، ويعكس ذلك التقاليد الشرقية وفق انتساب الشخص لمدينة نشأته ونسبه، وهو اسم يدل على مَن مِن أين يأتي شخص في أي من الناحية الجغرافية أو القبلية. في القرآن، يُشار إلى المسيحيين باسم النصارى، وهذا يعني «أتباع الناصري»، أو «الذين يتبعون يسوع». ذلك يطلق على أتباع الديانة المسيحية في اللغة العبرية مصطلح "נוצרים" أي أتباع يسوع الناصري وذلك بسبب عدم اعتراف اليهود بكون يسوع هو المسيا أو المسيح المنتظر، في اللغة المالطية يسمى المسيحيين Nisrani، في حين يطلق على الشخص القادم من الناصرة باسم Nazzarenu.مت 2:23]

## التاريخ
لقد اُجريت حفريات كثيرة بالقرب من عين العذراء في المدينة، حيث تشير تلك الحفريات لوجود آثار عديدة تمتد من الفترة الرومانية والصليبية والمملوكية والعثمانية. وقد مرت المدينة بفترة هبوط خلال عصر المماليك، لكنها مع حلول القرن التاسع عشر عرفت فترة ازدهار، إذ قدمت الإرساليات التبشيرية الغربية، فبنيت عدد كبير من الكنائس والاديرة والمؤسسات التعليمية والمستشفيات. وقد شاركت المدينة في التاريخ المعاصر في كل الثورات والانتفاضات والمظاهرات والإضرابات والمؤتمرات الفلسطينية منذ العشرينات ضد الانتداب البريطاني والهجرة اليهودية إلى فلسطين.

### العهود القديمة
مدينة الناصرة مدينة قديمة، عُرفت وسُكنت منذ القدم على الرغم من مرورها بفترات زمنية لم تكن فيها ذات أهمية كبيرة، ولم يرد ذكر لها في كتب العهد القديم أو المصادر الأدبية، ولكن هذا لا يعني أنها عرفت وسكنت فقط في العهد الجديد وبعد ميلاد يسوع، إذ أن الحفريات الأثرية دلت على أن الناصرة كانت مسكونة في العصر البرونزي المتوسط وفي العصر الحديدي.
وقد أظهرت الحفريات التي جرت في مغارة القفزة، الواقعة على سفوح جبل القفزة، اكتشافات غنية من فترة ما قبل التاريخ. وأول من انتبه لوجود هذه البقايا كان الرهبان الفرنسيسكان. وقد اختلف الباحثون في تحديد عمر الهياكل العظمية البشرية المكتشفة في مغارة القفزة. هناك من يعتقد أنها تعود إلى نهاية الفترة الموستيرية، أي قبل حوالي 30,000 عام، وهناك من يعتقد أنها من فترة أقدم أي 85,000 إلى 100,000 عام. وقد أظهرت الحفريات الأولية في المكان أيضًا كنيسة صغيرة تنسب لقدسية جبل القفزة في التقاليد المسيحية.

### العهد الروماني والبيزنطي

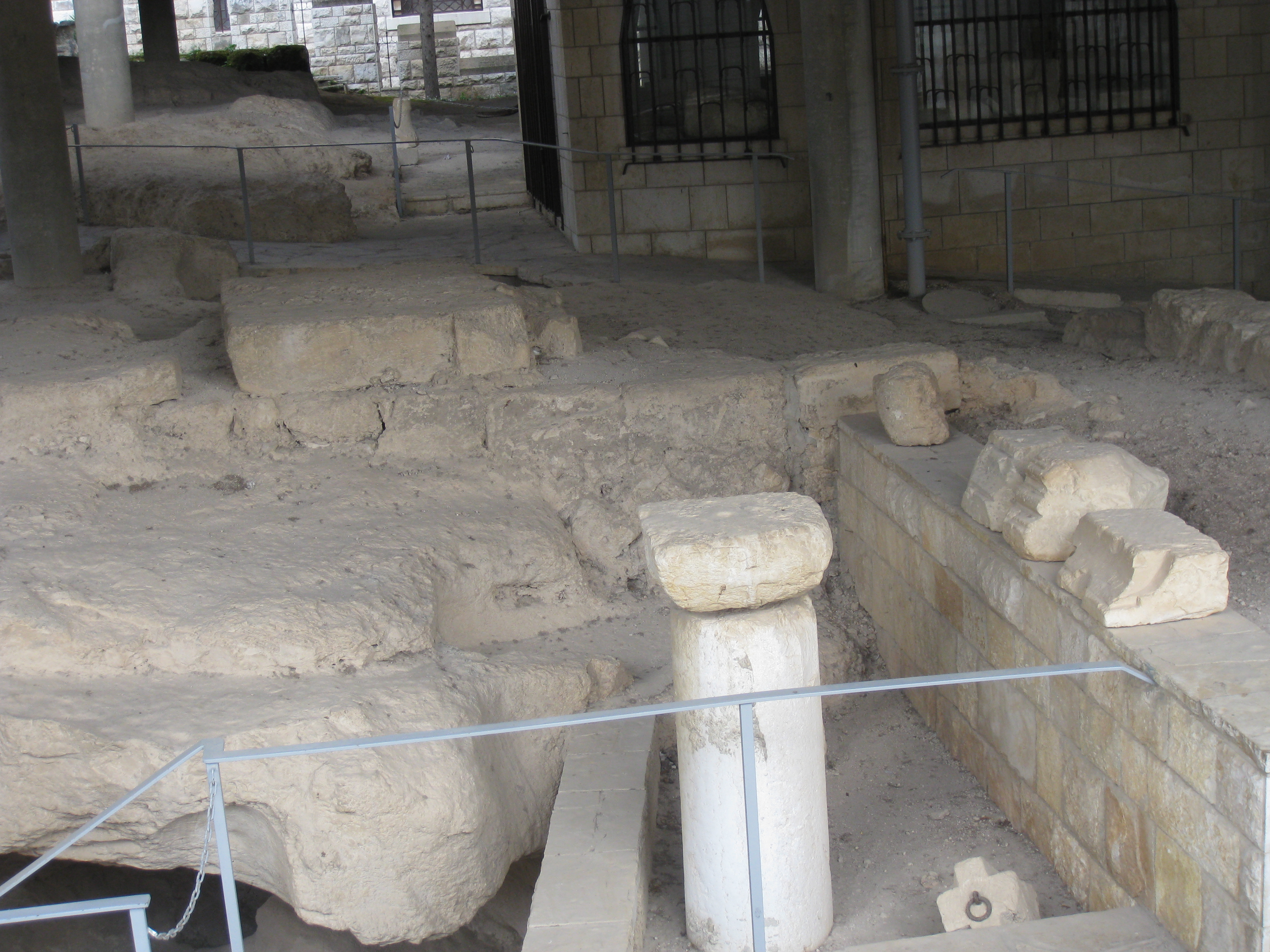
آثار بيزنطية داخل بازيليكا البشارة في الناصرة.

شهدت هذه الفترة أحد أهم الأحداث التي حصلت في المدينة والذي جعلها من أقدس المدن في العالم كله بالنسبة للمسيحيين؛ البشارة. ومع أن يسوع لم يولد في الناصرة، فقد عاد مع مريم ويوسف النجار إليها حيث نشأ وترعرع وتتلمذ حتى بلغ سن الثلاثين. بالإضافة إلى ذلك، فالناصرة – قرية مريم، هي أهم مكان لتبجيلها. ابتداءً من هذه الفترة وحتى أيامنا تحولت الناصرة إلى مدينة يؤمها الحجاج المسيحيون الذين يأتون لرؤية مدينة العائلة المقدسة. وقد ورد أول ذكر للناصرة في الإنجيل، وأصبح اسمها يرد كثيرًا بعد ذلك في الكتب والمؤلفات.
في سن الثلاثين تقريبًا، غادر يسوع الناصرة وبدأ يتنقل بين البلدات المختلفة لشرح رسالته للناس، إلى أن صُلب حسب الاعتقاد المسيحي. بدأ القليل من الحجاج المسيحيين يزرون قرية يسوع، التي حافظت على طابعها القديم. إبان التمرد ضد الرومان (في عام 67 م) قام الجيش الروماني بتدمير القرية، لكن بعد ذلك انتعشت منطقة الجليل. وخلال عودة الحياة إليها عاد الناس ليسكنوا فيها من جديد. ولا يُعرف ماذا كان مصير المسيحيين الأوائل من اتباع يسوع، لكن كما يبدو فإنهم انتشروا في أنحاء البلاد.

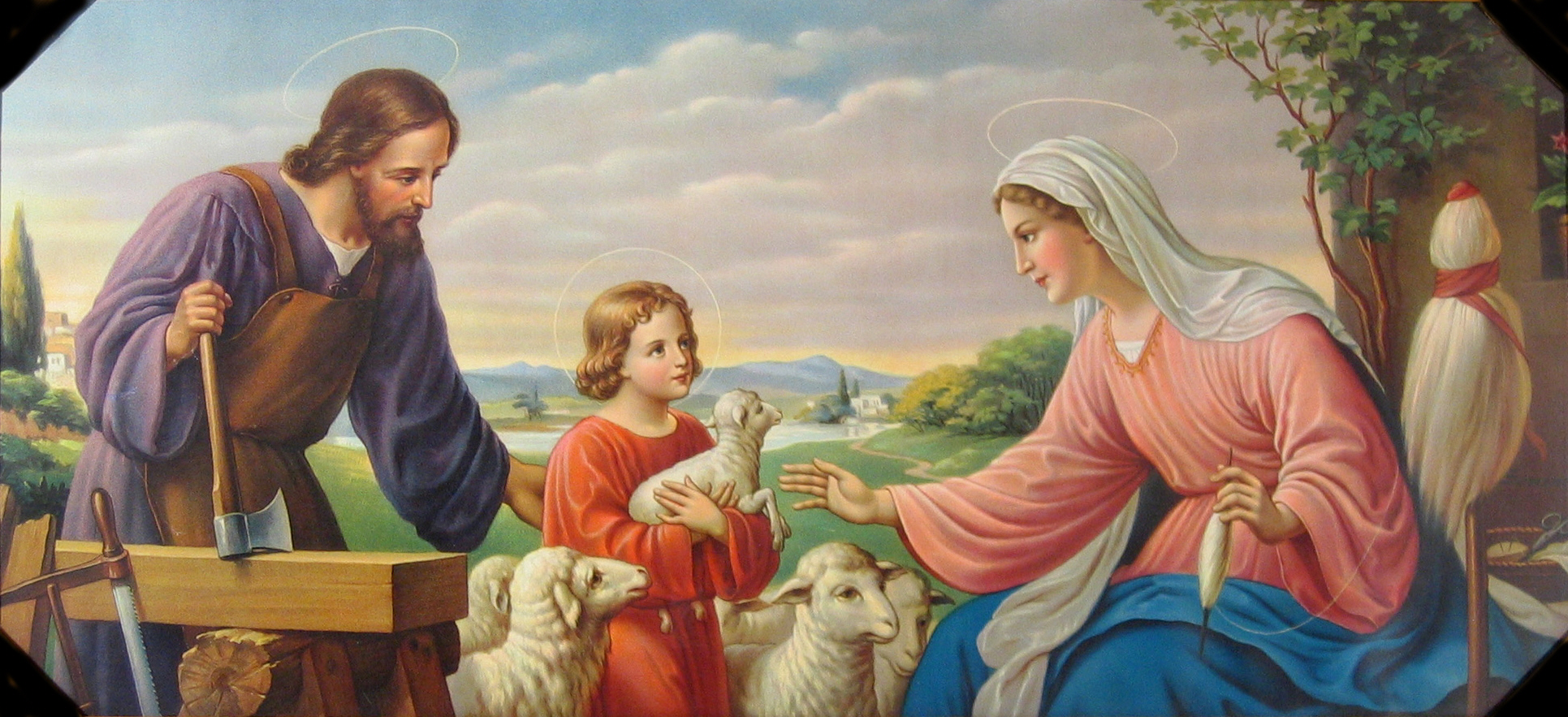
يسوع الطفل في الناصرة، مع مريم ويوسف.

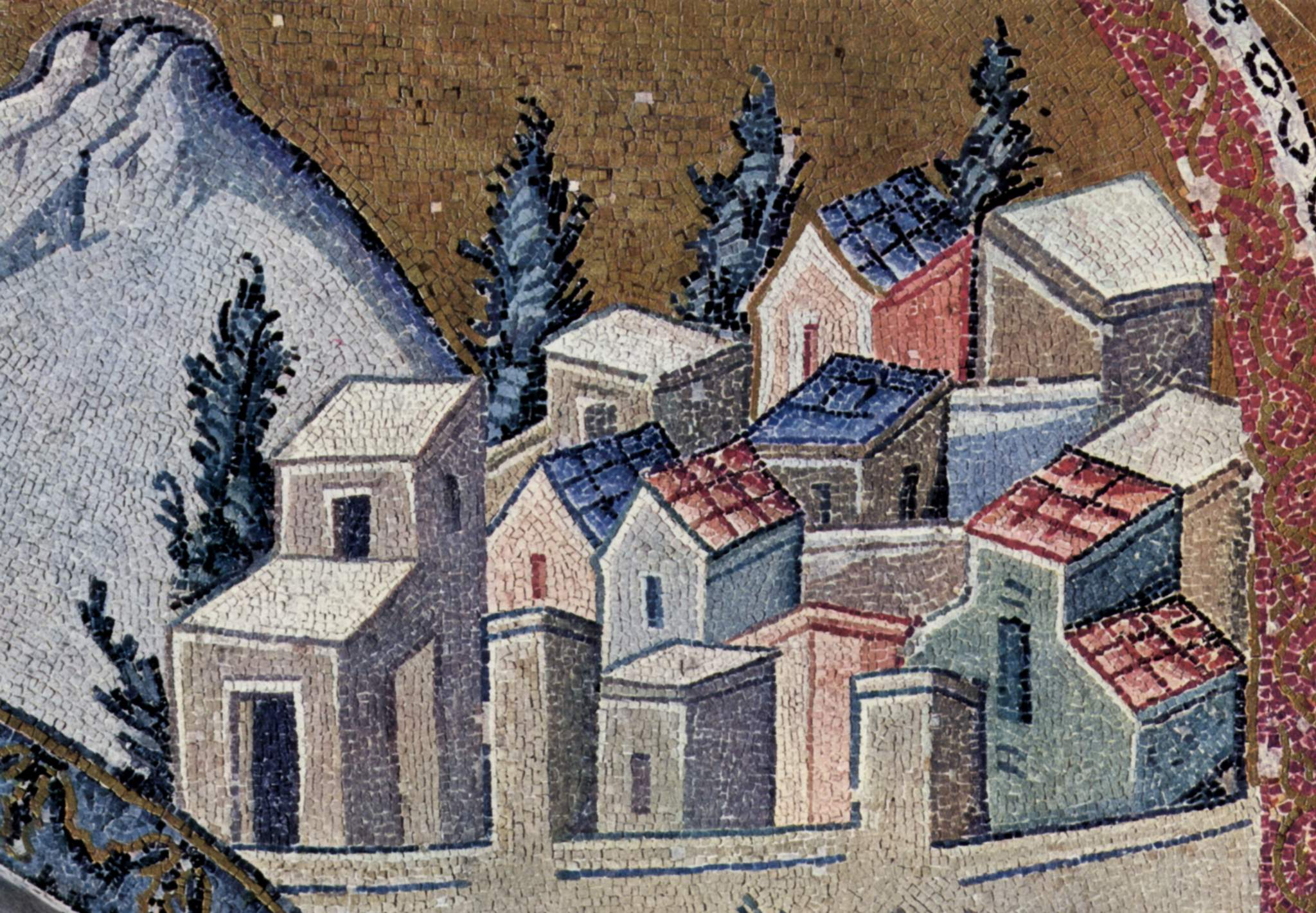
فسيفساء قديمة تصور مدينة الناصرة.

أما دخولها الأحداث التاريخية بعد السيد المسيح، فكان في الفترة التي أعقبت عام 136 للميلاد، فبعد أن خرب تيطس مدينة القدس في العام الميلادي السبعين، عاد اليهود فعصوا ثانية، على عهد الإمبراطور هادريان، فأرسل إلى القدس جيشًا عظيمًا أخضعهم ودمر القدس عام 131 للميلاد، ثم جدد بناءها في العام 136، وحكم بالموت على كل يهودي يدخل القدس، عند ذلك وجه اليهود قواهم وأنظارهم نحو الجليل، وحصلوا على امتياز من الإمبراطور بأن لا يدخل غير اليهود إلى بعض المدن ومن ضمنها الناصرة. فاحتجبت هذه البلدة وظلت هكذا حتى عام 250 م، وبعد ذلك أخذت الناصرة تنمو وتزدهر، وكان ذلك ابتداء من الفترة الواقعة بين عامي 306 و 337، حيث بنيت فيها الكنائس والأديرة.
صارت الناصرة في الفترة البيزنطية مدينة مقدسة بالنسبة للعالم المسيحي، وأُقيمت فيها كنيسة للمرة الأولى، هي كنيسة البشارة البيزنطية، التي ما زالت بقايا منها في كنيسة البشارة الحديثة حتى اليوم. وقد استفاد أهلها من وفود الحجاج المسيحيين إليها. وإذا كانوا قد رحبوا بالحجاج المسيحيين واستقبلوهم بحفاوة وأطلعوهم على المواقع الهامة للمسيحيين مثل الكنيس الذي كان يسوع يصلي فيه، إلا أنهم بقوا معادين للمسيحية ورفضوا إقامة كنيسة في المدينة حتى لم يبقَ أمامهم مفر. وقد انتهى الوجود اليهودي في الناصرة عند نهاية هذه الحقبة من الزمن.

### الحكم العربي الإسلامي
دخل العرب المسلمون المدينة عام 634 على يد القائد شرحبيل بن حسنة فاتح شمال فلسطين. أصبحت الناصرة آنذاك تابعة لجند الأردن الذي كانت قاعدته طبريا. ويذكر البعض أن الناصرة لم يرد لها أي ذكر بعد الفتوحات الإسلامية، فلم تُذكر في الكتب الأدبية والمؤلفات، ولكن الصحيح غير ذلك، فقد ذُكرت كثيرًا عند الجغرافيين والمؤرخين المسلمين، إذ ذكرها اليعقوبي في القرن التاسع الميلادي، والمسعودي في الحادي عشر، والهروي في الثاني عشر. كما ذكرها أيضًا ابن شداد في القرن الميلادي الثالث عشر، وياقوت الحموي في الرابع عشر، والقلقشندي في الخامس عشر. وقد لمع اسم هذه المدينة أيام إبراهيم باشا وظاهر العمر وأحمد باشا الجزار وسليمان باشا. وعلى الرغم من المعاملة التي اتسمت بالتسامح واللين تجاه المسيحيين، فقد تغير التوجُّه من خليفة لآخر. وكان في الناصرة في تلك الفترة مركزان رئيسيان للمواقع المقدسة: المكان الذي تقع فيه اليوم كنيسة القديس يوسف، والمكان الذي تقع فيه كنيسة البشارة. ويبدو أنه على الأقل في الجزء الأول من أيام الحكم العربي اضطر المسيحيون لدفع مبالغ كبيرة للحكم العربي الإسلامي من أجل المحافظة على كنيسة البشارة. لكن، مع مرور السنين، أهمل الموقع وتدهورت مكانة الناصرة إلى درجة أنه في أواخر الحكم العربي كادت الكنيستان تندثران حيث منع بناء وترميم الكنائس.

### الحروب الصليبية

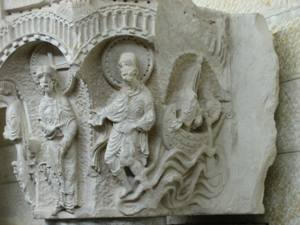
آثار تعود إلى الفترة الصليبية في متحف كنيسة البشارة.

عندما بدأت الحملات الصليبية على المنطقة، كانت الناصرة من ضمن المدن التي شهدت نزاعات كثيرة بين الفرنجة والمسلمين. فبعد أن استولى الفرنجة على القدس، دفعوا بجيوشهم إلى منطقة الجليل شمالاً، واستولوا عليها، ووضعوا حاميات لهم في بعض بقاعها ومن ضمنها الناصرة. وشرع قائد الفرنجة في بناء الكنائس في المدينة، ونقل إليها أسقفية بيسان. ثم استولى عليها المسلمون قسرًا بعد معركة حطين، وبقيت بحوزتهم إلى أن عقدت معاهدة عام 1229 بين ملك الفرنجة والملك الكامل، وبموجب هذه المعاهدة عادت الناصرة إلى الفرنجة. بعد ذلك تناوب عليها الطرفان، فهي تارة بحوزة المسلمين وتارة أخرى تحت سيطرة الفرنجة. وعلى سبيل المثال هاجمها الظاهر بيبرس عام 1263 واستولى عليها، وبعد ذلك بثمان سنوات احتلها الفرنجة مرة أخرى، وبقيت تحت سيطرتهم حتى عام 1291 حين استولى عليها المسلمون على يد خليل بن قلاوون.

### العهد المملوكي والعثماني

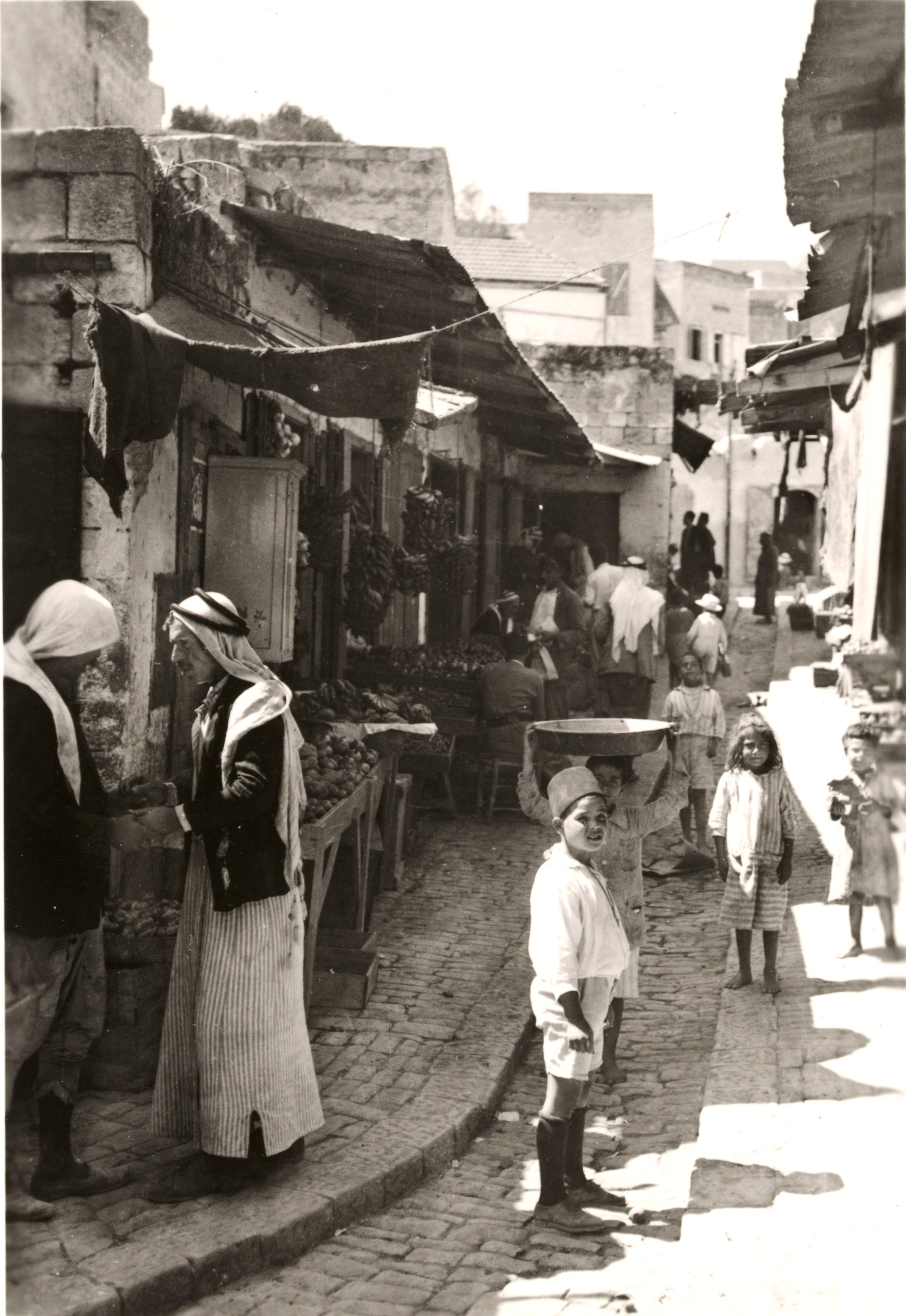
صورة تاريخية لسوق الخضراوات في مدينة الناصرة.

فقدت الناصرة أهميتها في الفترة المملوكية ابتداءً من عام 1260 وحتى بداية القرن السادس عشر، وتحولت إلى قرية فقيرة مأهولة بالمسلمين فقط. وتم تدمير كنيسة البشارة في عام 1263 بأمر من السلطان الظاهر بيبرس. وأيضًا باقي المواقع المقدسة للمسيحيين دُمرت وضعفت حركة الحجاج المسيحيين إليها. وحظرّ الظاهر بيبرس على رجال الدين اللاتين العودة، كجزء من محاولاته لطرد باقي الصليبيين من فلسطين. في حين استمرت عدد من العائلات المسيحية العربية في العيش في الناصرة، ضعفت مكانتها لتصبح قرية فقيرة. أفاد الحجاج الذين زاروا الموقع في 1294 وجود كنيسة صغيرة تحمي المغارة. في القرن الرابع عشر، سمح للرهبان الفرنسيسكان بالعودة والعيش داخل أنقاض البازيليكا.
دخلت المدينة بعد ذلك بحوزة العثمانيين عام 1517، وأصبحت جزءاً من منطقة سوريا العثمانية بعد أن سيطر الأتراك على كل فلسطين. وفي عام 1584 تم طرد الرهبان الفرنسيسكان مرة أخرى من موقع البازيليكا المدمرة. تحسنت حالة أهل الناصرة في عام 1606، عندما تسلم الرهبان الفرنسيسكان كنيسة البشارة وذلك بعد عقد معاهدة بين السلطان أحمد الأول والملك هنري الرابع ملك فرنسا. في هذا الوقت أقبل المسيحيون العرب للسكن في الناصرة. وفي عام 1620، سمح فخر الدين الثاني، وهو أمير درزي كان يسيطر على هذا الجزء من سوريا العثمانية، للرهبان الفرنسيسكان ببناء كنيسة صغيرة في محيط مغارة البشارة. قام الفرنسيسكان بتنظيم جولات حج إلى المواقع المقدسة المحيطة، لكن الرهبان تعرضوا لمضايقات من قبائل البدو المحيطين الذين غالباً ما اختطفوهم للحصول على فدية. وفي النصف الأول من القرن السابع عشر نزلها بعض العرب المسيحيين، حيث قدم بعضهم من موارنة لبنان للسكنى فيها، وكان ذلك في عام 1630. أما اليهود، فلم يجرؤوا على دخولها حتى أوائل القرن التاسع عشر.
عاد الإستقرار إلى المدينة مع حكم ظاهر العمر، وهو شيخ عربي حكم منطقة الجليل، وبعد ذلك الكثير من ساحل بلاد الشام وفلسطين. وقام بتحويل الناصرة من قرية صغيرة إلى بلدة كبيرة من خلال تشجيع الهجرة إليها. لعبت الناصرة دوراً استراتيجياً في مشيخة الظاهر لأنها سمحت له بالسيطرة على المناطق الزراعية في الجليل الأوسط. وتأكد من ضمان أمن الناصرة لأسباب أخرى أيضاً، من بينها تقوية العلاقات مع فرنسا من خلال حماية المجتمع المسيحي وحماية إحدى زوجاته اللواتي سكنن في الناصرة. وسمح الظاهر للفرنسيسكان ببناء كنيسة في عام 1730. وكان هذا الهيكل قائماً حتى عام 1955، عندما تم هدمه لإفساح المجال لبناء مبنى أكبر في عام 1967. كما سمح للفرنسيسكان بشراء كنيسة المجمع في عام 1741 وأذن للطائفة الأرثوذكسية الشرقية ببناء كنيسة الملاك جبرائيل في عام 1767. وكلّف ظاهر العمر ببناء منزل حكومي يعرف باسم السرايا، والذي كان بمثابة المقر البلدي للمدينة حتى عام 1991. أحفاده - المعروفين باسم «آل ظاهر» - إلى جانب عائلة الزعبي وفاهوم وعون الله شكلت فيما بعد تقليديًا النخبة المسلمة في الناصرة.

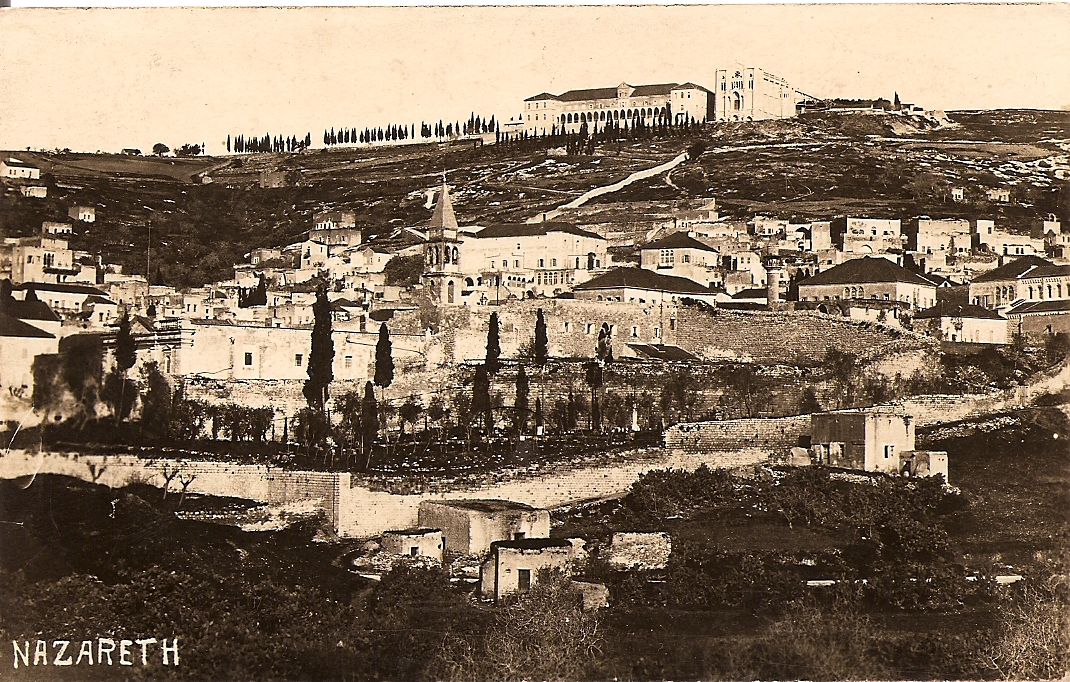
صورة لمدينة الناصرة.

لم تكن أحوال الطائفة المسيحية في الناصرة جيدة في ظل حقبة أحمد باشا الجزار والذي حكم من عام 1776 حتى عام 1804، وازداد الاحتكاك بين المسيحيين والفلاحين المسلمين من القرى المحيطة. أثناء حصار نابليون لمدينة عكا عام 1799، بلغه أن العثمانيين جهزوا جيشًا كبيرًا لنجدة أحمد باشا الجزار، بالإضافة إلى 7000 مقاتل من جبال نابلس، تجمعوا في الجليل للالتحاق بالجيش العثماني، فأرسل حملة لصد العثمانيين قبل وصولهم عكا. التقى الجيشان، ثم استولى على الناصرة في اليوم التالي. وفيما بعد، اتخذها الأمير ظاهر العمر دار مستقر له مدة من الزمن. فبعد أن استقام له الوضع في المنطقة، عين أولاده جميعًا كل واحد في مدينة، واختار مدينة الناصرة مسكنًا ومقرًا له. وقد تم تأسيس أول بلدية في المدينة في العهد العثماني، وتحديدًا عام 1875، لتكون بذلك الناصرة من أوائل المدن الفلسطينية التي يتم تأسيس مجلس بلدي لها.
بُني أول مسجد في الناصرة في الفترة الواقعة بين عامي 1805 وعام 1808، إذ لم يكن للمسلمين مسجد في الناصرة يصلون فيه أيام سليمان باشا. وكانوا يصلون في بيت من بيوت الأمير ظاهر العمر. وفي تقويم آخر يُقال بأن هذا المسجد بُني عام 1814، أما الرأي الثالث فيقول أنه بوشر ببناء جامع الناصرة والذي يُدعى بـ«الجامع الأبيض» على يد علي باشا مساعد والي عكا. وكان ذلك في عام 1812. خلال حكم إبراهيم محمد علي باشا (1830-1840) على جزء كبير من سوريا العثمانية، وتم فتح الناصرة للمبشرين الأوروبيين والتجار. بعد استعادة السيطرة على العثمانيين، استمرت الأموال الأوروبية في التدفق إلى الناصرة وتم إنشاء مؤسسات جديدة. تم حماية مسيحيي الناصرة خلال مذابح عام 1860 من قبل عقيل آغا، الزعيم البدوي الذي سيطر على منطقة الجليل بين عام 1845 وعام 1870.
وصل المبشر البروتستانتي كالوست فارتان، وهو أرمني من اسطنبول، في عام 1864 إلى الناصرة وأنشأ أول بعثة طبية في الناصرة، أو «المستشفى الإسكتلندي على التل»، أو مستشفى الناصرة كما هو معروف اليوم، برعاية من جمعية إدنبرة الطبية التبشيرية. وسمح السلطان العثماني، الذي فضل الفرنسيين، بإنشاء دار للأيتام وجمعية القديس فرنسيس دي سال. بحلول أواخر القرن التاسع عشر، كانت الناصرة بلدة ذات حضور مسيحي عربي قوي وجماعة أوروبية متنامية، حيث تم تنفيذ عدد من المشاريع المجتمعية وأقيمت مبان دينية جديدة. وفي عام 1871، أُنجزت كنيسة المسيح ، الكنيسة الانجليكانية الوحيدة في المدينة، تحت قيادة القس جون زيلر وكرسها المطران صموئيل غوبات.

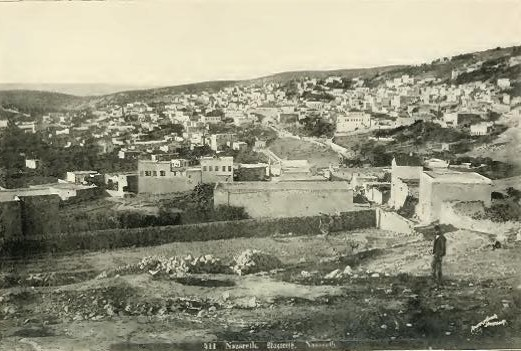
الناصرة في مطلع القرن العشرين

بدأت المخاطر تحدق بالشعب العربي في فلسطين بشكل عام وفي الناصرة ومنطقتها بشكل خاص عام 1869، حيث بدأت المراحل الأولى من مخطط إقامة الوطن القومي لليهود على أرض فلسطين. وسهل ذلك بيع الحكومة العثمانية الاتحادية الأراضي والقرى في هذه المنطقة لأغنياء وسماسرة ليسوا من أهل فلسطين، لا تربطهم بأرضها أية روابط. ففي ذلك العام باعت الحكومة العثمانية الاتحادية الصفقة الأولى من أرض فلسطين لبعض تجار وأغنياء بيروت ومنهم سرسق وتويني، وقد شملت هذه الصفقة أرض الناصرة، السهل الوعر وقرى جنجار، العفولة، والفولة، وجباتا، وخنيفس، وتل الشام، وتل نور، ومعلول، وسمونة، وكفرتا، وجيدا، وبيت لحم، وأم العمد، وطبعون، وقصقص، والشيخ بريك. وفي عام 1872 باعت الصفقة الثانية وشملت المجدل، والهريج، والحارثية، والياجورة، والخريبة التابعة للياجورة.
في أواخر القرن التاسع عشر والسنوات الأولى من القرن العشرين، ازدهرت الناصرة، حيث لعبت دور مركز السوق لعشرات القرى العربية الريفية الواقعة في محيطها. وكان يشتري الفلاحين المحليين الإمدادات من الأسواق العديدة في الناصرة، التي ضمت أسواقًا منفصلة للمنتجات الزراعية، والأعمال المعدنية، والمجوهرات والجلود. في عام 1914، تألفت الناصرة من ثمانية أرباع: «عراق، فرح، جامع، خانوق، ميدان، مزازوة، الشرقية والشوفاني». وكانت هناك تسع كنائس، وأربعة أديرة، ومسجدين، وأربعة مستشفيات، وأربعة مدارس خاصة، ومدرسة عامة، ومركز شرطة، وثلاثة ملاجئ للأيتام، وفندق، وثلاثة نزل، ومطحنة دقيق وثمانية أسواق. وفقد العثمانيون السيطرة على فلسطين، بما في ذلك الناصرة، إلى قوات الحلفاء خلال الحرب العالمية الأولى. وبحلول ذلك الوقت، انخفضت أهمية الناصرة بشكل كبير حيث تم استبدال معظم القرى العربية في مرج ابن عامر بالمجتمعات اليهودية التي أنشئت حديثًا.

### الانتداب البريطاني

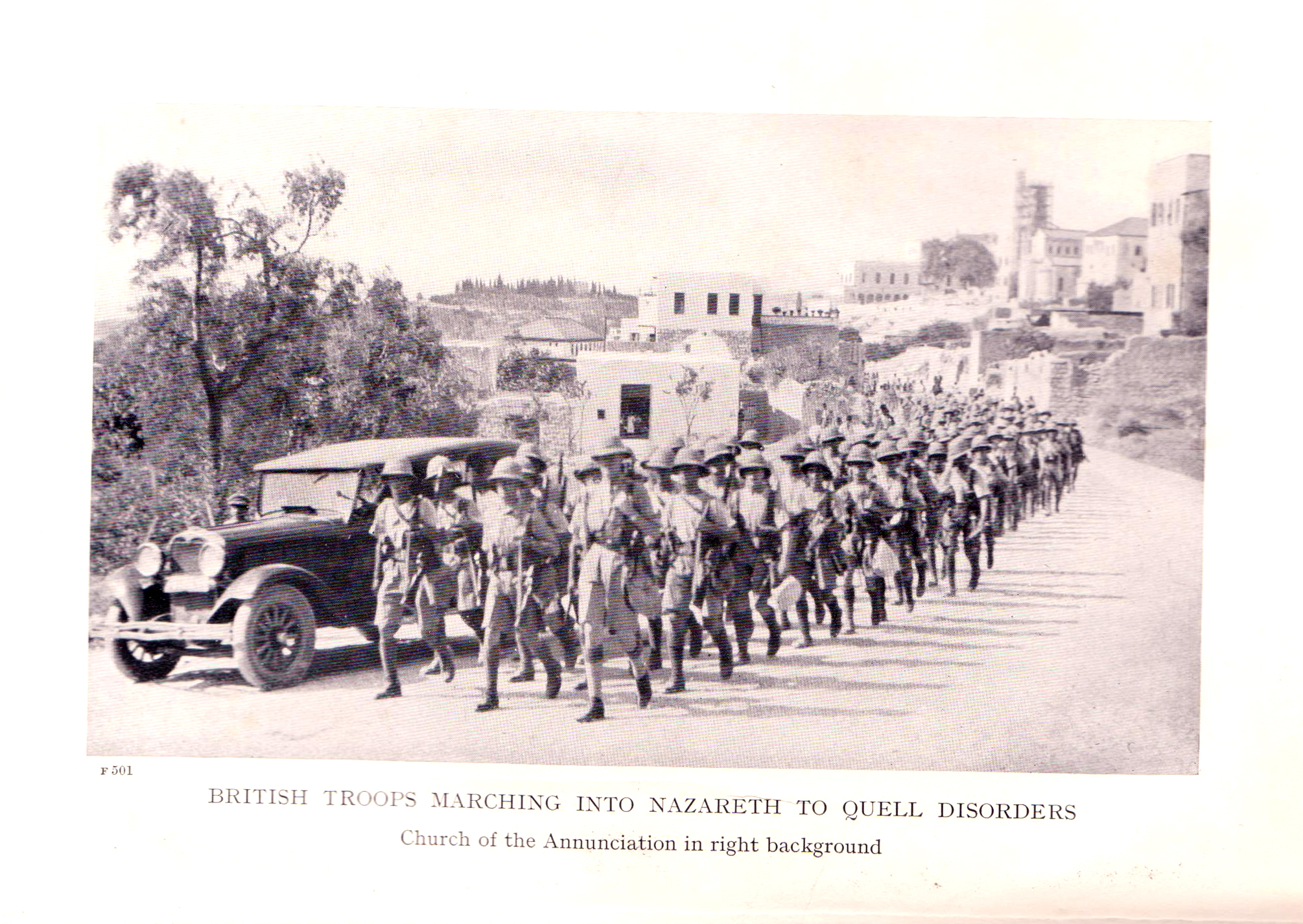
جنود بريطانيون في الناصرة أثناء الثورة الفلسطينية الكبرى عام 1936.

بعد اشتعال الحرب العالمية الأولى، أصبحت الناصرة مركز القيادة الألمانية – التركية في فلسطين. وبعد هزيمة الأتراك في تلك الحرب، دخل الإنجليز مدينة الناصرة في شهر أيلول/ سبتمبر من عام 1918. وعليه، فقد دخلت هذه المدينة العربية، كما دخلت فلسطين بكاملها مرحلة جديدة من مراحل تاريخها وهي الانتداب البريطاني، الذي مهد لإقامة الدولة اليهودية على أرض فلسطين التاريخية. وقد عانت المدينة في سنوات العشرين من القرن العشرين من تباطؤ في التطور بالمقارنة مع تطور باقي المدن والقرى العربية. وقد انسحب هذا الأمر على جميع المدن الجبلية في فلسطين، فالمدن الجبلية لم تستوعب الصناعة وكانت الطريق إليها غير سالكة. لكن الناصرة استأنفت الازدهار في سنوات الثلاثينات، حيث اتخذها البريطانيون مركزًا إداريًا، وكانت مطلوبة من قبل السياح والحجاج. وبلغ عدد سكانها في العام 1947 حوالي 17,000 نسمة، حيث كانت طيلة فترة الانتداب البريطاني مركزًا لقضاء الناصرة. واعتمد اقتصاد المدينة على الزراعة والسياحة والصناعات الصغيرة.
سياسياً، أصبحت الناصرة أكثر مشاركة في الحركة الوطنية الفلسطينية المتنامية. في عام 1922، تم تأسيس جمعية إسلامية مسيحية في البلدة، برعاية عائلة الزعبي المسلمة. وأثبتت الجبهة العربية الدينية الموحدة أنها متسقة وفعالة وأنه من الصعب إقامة منظمات بديلة مثل منظمة الشباب المسلم في المجلس الإسلامي الاعلى والجمعية الإسلامية في الناصرة في أواخر عقد 1920. في عام 1922 كان هناك عدد قليل من السكان اليهود تعيش في الناصرة وتشكلوا من 58 يهودي وعائلة يهودية. وكانت الناصرة بطيئة نسبياً في التحديث. في حين أن بلدات أخرى كانت لديها بالفعل كهرباء سلكية، إلا أن الناصرة تأخر كهربتها حتى عقد 1930 واستثمرت بدلاً من ذلك في تحسين نظام الإمداد بالمياه. وتضمن هذا إضافة مستودعين في التلال الشمالية الغربية والعديد من الصهاريج الجديدة. وبحلول عام 1930، تم إنشاء كنيسة للطائفة المعمدانية، وحديقة بلدية في عين العذراء ومركز للشرطة مقره في سرايا ظاهر العمر، وتم التوسع في الحارة الشرقية ذات الأغلبية المُسلمة.
في الثورة العربية بين عام 1936 وعام 1939، لعبت الناصرة دوراً ثانوياً، حيث ساهمت بزعيمين متمردين من أصل 281 من قادة المتمردين الناشطين في البلاد. وكان الاثنان من سكان الناصرة وهما فؤاد نصار والمقيم في الناصرة وتوفيق الإبراهيم. ولعبت قريتي صفورية والمجيدل القريبة دوراً عسكرياً أكثر نشاطاً، حيث ساهمت بتسعة قادة عسكريين. سعى قادة الثورة إلى استخدام الناصرة كمنطلق للاحتجاج على الاقتراح البريطاني بإدراج الجليل في دولة يهودية مستقبلية. في 26 سبتمبر من عام 1937، اغتيل المفوض البريطاني في منطقة الجليل لويس يلاند أندروز في الناصرة من قبل المتمردين المحليين. كانت الناصرة واقعة في الأراضي المخصصة للدولة العربية بموجب خطة التقسيم للأمم المتحدة لعام 1947. في الأشهر التي سبقت الحرب العربية الإسرائيلية عام 1948، أصبحت المدينة ملجأ للفلسطينيين العرب الذين فروا من المراكز الحضرية في طبريا وحيفا وبيسان قبل وأثناء احتلال قوات الهاغانا لتلك المدن في 18 أبريل وفي 22 أبريل وفي 12 مايو من عام 1948، على التوالي.

### النكبة ودولة إسرائيل

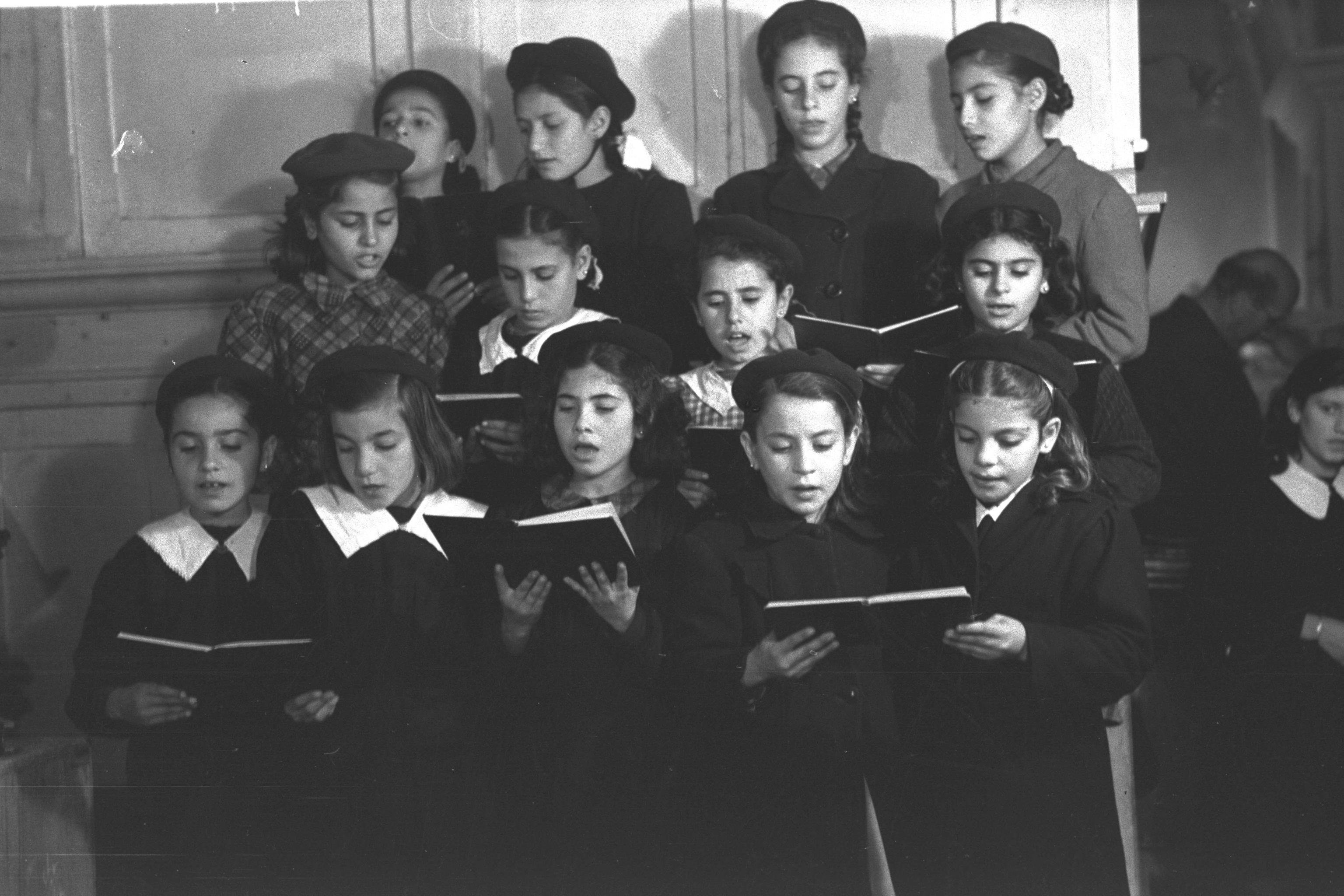
أطفال يرنمون ترانيم عيد الميلاد في عشية عيد الميلاد عام 1948.

لم تكن الناصرة ميدان معركة خلال حرب عام 1948، والتي بدأت يوم 15 مايو، وقبل الهدنة الأولى يوم 11 يونيو، على الرغم من أن بعض القرويين قد انضموا إلى تنظيمات فضفاضة والقوات شبه العسكرية والجيش، وقامت قوات من جيش الإنقاذ العربي بالدخول إلى مدينة الناصرة في 9 يوليو من عام 1948. وكان الدفاع المحلي للمدينة يتألف من 200 إلى 300 من رجال الميليشيات موزعين على التلال المحيطة بالمدينة. لقد انهار الدفاع في التلال الجنوبية والغربية بعد القصف الإسرائيلي، بينما كان على المقاومة في التلال الشمالية مواجهة وحدة مدرعة إسرائيلية. بعد فترة قصيرة من قيام الإسرائيليين بقصف رجال المليشيات المحليين، رفع قائد شرطة الناصرة علماً أبيض فوق مركز الشرطة في البلدة.
وقعت معظم المعارك حول الناصرة في ضواحيها، خاصةً في صفورية، حيث قام سكانها بمقاومة حتى تفرقت إلى حد كبير في أعقاب الغارات الجوية الإسرائيلية في 15 يوليو. خلال الأيام العشرة من القتال الذي حدث بين الهدفين الأول والثاني، استسلمت الناصرة للقوات الإسرائيلية خلال عملية ديكل في 16 يوليو، بعد مقاومة أكثر رمزية. بحلول ذلك الوقت، كانت الروح المعنوية بين أفراد المليشيات المحلية منخفضة، ورفض معظمهم القتال إلى جانب جيش الإنقاذ بسبب ضعفهم الواضح في مواجهة التفوق العسكري الإسرائيلي المدرك، وسوء المعاملة المزعومة للمسيحيين ورجال الدين من قبل متطوعي جيش الإنقاذ. طلب عمدة الناصرة المُسلم يوسف فاهوم وقف جميع المقاومة التي وضعها النصراويين لمنع تدمير المدينة.
تم رسمياً تسليم الناصرة في اتفاق مكتوب، حيث وافق زعماء المدينة وقف الأعمال العدائية في مقابل وعود من الضباط الإسرائيليين، بمن فيهم قائد اللواء بين دونكيلمان (قائد العملية)، على عدم تعرض المدنيين في المدينة لأضرار. بعد توقيع الاتفاق، تلقى دونكيلمان أمراً من الجنرال الإسرائيلي كاسيم لاسكوف لإجلاء عرب المدينة بالقوة. ورفض، مشيراً إلى أنه «صُدم ورُعب» من أنه سيُطلب منه التراجع عن الاتفاق الذي وقّع عليه هو، وكذلك تشاييم لاسكوف، لتوه. بعد 12 ساعة من تحدي رئيسه، تم إعفائه من منصبه، لكن ليس قبل الحصول على تأكيدات بأن أمن سكان الناصرة سيكون مضموناً. أيد دافيد بن غوريون حكمه، خوفاُ من أن طرد المسيحيين العرب قد يثير ضجة في جميع أنحاء العالم المسيحي. بحلول نهاية الحرب، شهد سكان الناصرة تدفق أعداد كبيرة من اللاجئين من المراكز الحضرية الرئيسية والقرى الريفية في الجليل.

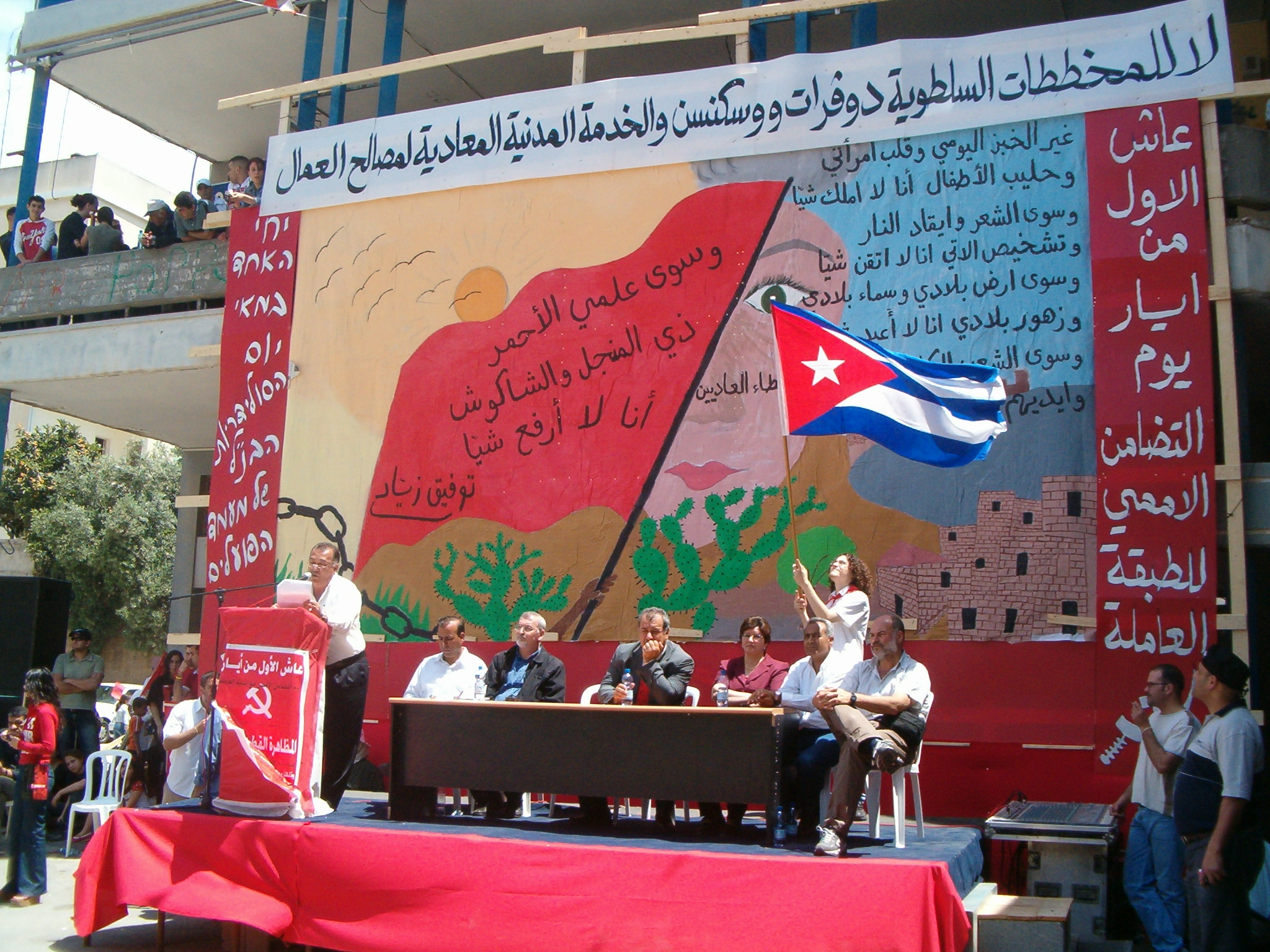
مظاهرة أول ايار في الناصرة.

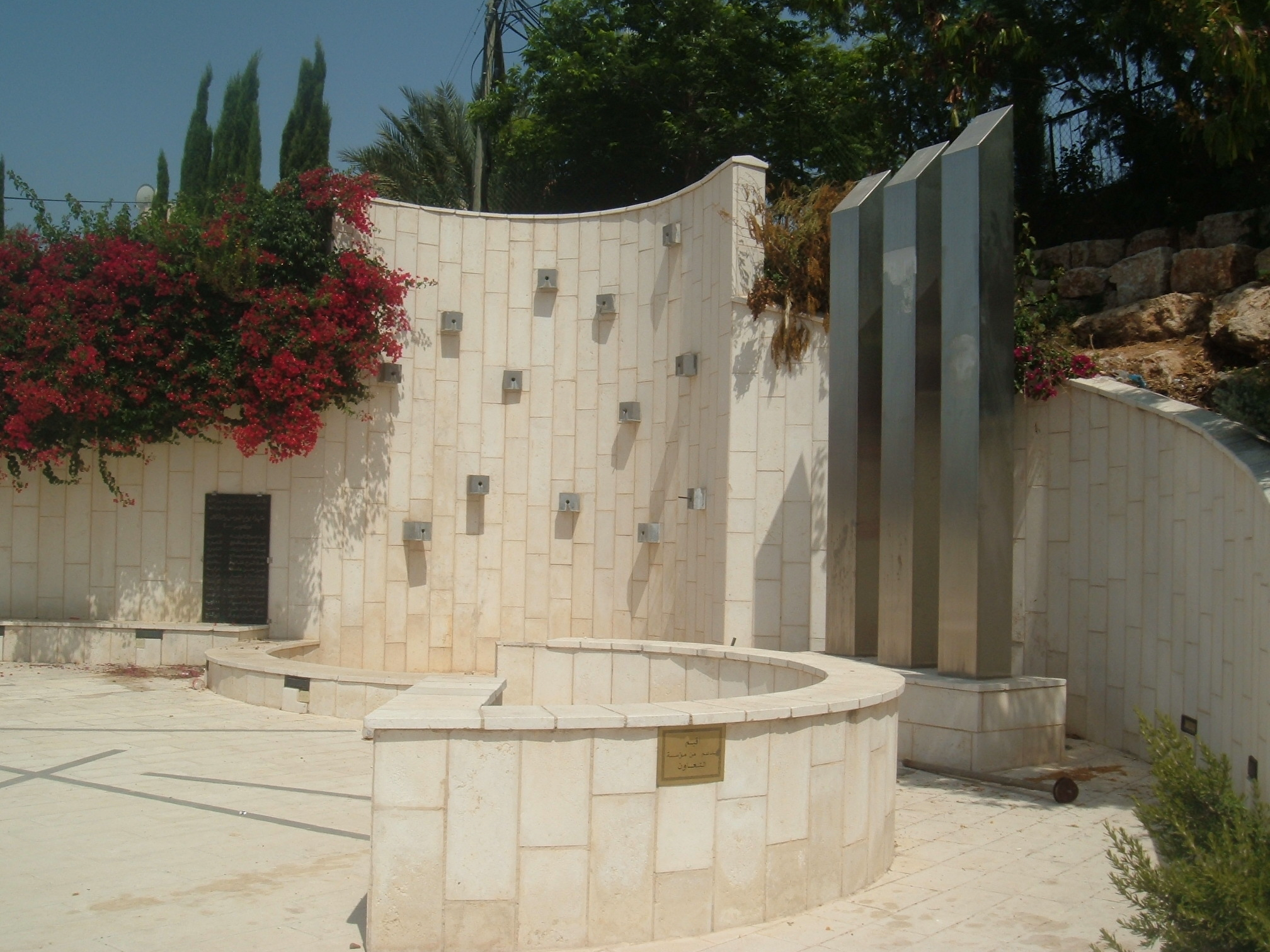
نصب تذكاري لذكرى شهداء القدس في الناصرة.

في عام 1946، بلغ عدد سكان الناصرة حوالي 15,540 نسمة، كان 60% منهم من المسيحيين وحوالي 40% من المسلمين. أدت حرب عام 1948 إلى نزوح فلسطينيين والعديد من المسلمين المُهجرين أو الفارين من قرى منطقة الجليل ومنطقة حيفا والتي وجدت ملجأً في الناصرة. وخلال وقت من فترة الحرب كان هناك حوالي 20,000 من المُهجرين داخلياً ومعظمهم من المسلمين موجودون في المدينة. وبعد انتهاء الحرب، عاد المهجرين داخلياً من شفا عمرو ودبورية وعيلوط وكفر كنا إلى ديارهم. ومع ذلك، فإن أولئك المهجرين داخلياً والمسيحيين من القرى المدمرة القريبة مثل معلول، والمجيدل، وصفورية، قرية بلد الشيخ في منطقة حيفا إلى جانب المهجرين من المدن الكبرى مثل عكا وحيفا وطبريا وبيسان ظلوا في مدينة الناصرة حيث لم يتمكنوا من العودة إلى مسقط رأسهم. خلال الحرب وفي الأشهر التالية، أنشأ المُهجرين داخلياً من صفورية حي الصفافرة، والذي سمي تيمناً باسم قريتهم السابقة. خلال الحرب غادر حوالي 20% من سكان الناصرة الأصليين البلاد. وفي التعداد السكاني للجيش الإسرائيلي في يوليو من عام 1948، بلغ عدد سكان الناصرة حوالي 17,118 نسمة، منهم حوالي 12,640 من النصراويين الأصليين وحوالي 4,478 نازحاً داخلياً. في عام 1951، تم تقدير عدد السكان بحوالي 20,300 نسمة، كان حوالي 25% منهم من النازحين داخلياً. جاء المهجرين داخلياً من أكثر من عشرين قرية تم تدميرها من قبل القوات الصهيونية، لكن معظمهم كانوا من المجيدل، وصفورية، وطبريا، وحيفا، ومعلول وإندور.
شكلت الناصرة، ولا تزال، أكبر تجمع لعرب 48 في إسرائيل مُنذ إعلانها باعتبارها مدينة. تأسست في عام 1957 قُرب الناصرة مدينة الناصرة العليا أو «نتسرات عيليت»، لتكون بمثابة ثقل موازن لليهود. وكانت هذه المدينة لتكون عاصمة جديدة للواء، من وجهة النظر الإدارية. ورافق قيام الحكومة بمصادرة أراضي شرق مدينة الناصرة وأراضي للقرى المحيطة بمدينة الناصرة، مما تسبب في استياء بين السكان من الحكم العسكري. تدهورت العلاقة بين عرب 48 والحكومة الإسرائيلية نتيجة لمظاهرات عيد العمال في عام 1958 والتي رافقتها أعمال شغب وعنف، وتراوح عدد الجرحى من المدنيين والشرطة حوالي 30، كما وألقي القبض علي عدد من المدنيين من عرب 48.

مسيحيون في استقبال البابا بندكت السادس عشر في الناصرة.

نشطت المدينة خلال الحكم العسكري سياسيًا، خاصًة الحزب الشيوعي الإسرائيلي. ويُمكن أن يُنظر إلى أن أربعة من رؤساء البلديات السبع الذين عملوا فيها مُنذ النكبة انتموا للحزب. وكان توفيق زياد أحد أشهر تلك الأسماء التي لعبت دورًا مُهمًا في إضراب أحداث يوم الأرض في 30 مارس 1975، حيث تظاهر الآلاف من العرب من فلسطيني الـ 48 ضد مصادرة الأراضي وتهويد الجليل. في عام 1995، قررت بلدية الناصرة وضع خطة لجنة توجيهية لبرنامج سياحي خاص سمي «الناصرة 2000»، صُمم لإعداد المدينة لأحداث اليوبيل «يوبيل 2000 سنة من ميلاد يسوع المسيح»، ولخلق بنية تحتية مُناسبة من أجل الاستعداد لوصول عديد من السياح من كافة أرجاء العالم للمنطقة وخلق فرص عمل ومشاريع سياحية. زار البابا يوحنا بولس الثاني مدينة الناصرة، في 25 مارس 2000، وصلى في بازيليكا البشارة. شهدت المدينة عشية زيارة البابا يوحنا بولس الثاني أحداث طائفية، فقد أعلنت الحركة الإسلامية عزمها على بناء مسجد مقام شهاب الدين الذي يقع أمام بازيليكا البشارة مُباشرةً، وكانت الساحة مُعدة من أجل استقبال الحجاج المسيحيين والسياح. وأطلق على قضية شهاب الدين في الاعلام الإسرائيلي، حيث حصلت على تغطية اعلامية مُكثفة، قضية «المسجد المتنازع عليه» أو «الساحة المتنازع عليها»، إتهم المسلمين البلدية خلال الأحداث بانها تؤآزر المسيحيين. وقد وافقت الحكومة الإسرائيلية في عام 1997 على اقامة المسجد مما سبب احتكاكات بين السكان، والغت الحكومة قرار بناء المقام في عام 2002 بعد ضغط من الفاتيكان والولايات المتحدة.
خلال الانتفاضة الثانية، مرت المدينة بأحداث صعبة منها مقتل ثلاثة اشخاص برصاص الشرطة الإسرائيلية. تعقدت الأحداث في 8 نشرين الأول/ أكتوبر على الحدود بين الناصرة العليا والناصرة قُتل خلالها اثنين من سكان المدينة بالإضافة إلى مقتل 13 شاب من عرب 48. وأنشئ في مدخل المدينة نصب تذكاري لذكرى شهداء القدس. خلال حرب لبنان 2006، اُطلق على المدينة صواريخ عدة. تسبب إحدى الصواريخ في انفجار أدى إلى مقتل طفلين من حي الصفافرة. في 3 مارس 2006، دخل حاييم إلياهو حبيبي وزوجته وابنته إلى بازيليكا البشارة، ومعهم عربة أطفال محملة بالمفرقعات النارية وبدأ بإطلاق المفرقعات داخل ساحة الكنيسة مما أثار ذعر المصلين المجتمعين لأداء الصلاة في موسم الصوم السابق لعيد القيامة. تسبب الحادث ضجة في مدينة الناصرة لاسيما بسبب الاشتباه في محاولة مهاجمة مكان مقدس جدًا للمسيحية. وقد حصلت خارج الكنيسة احتكاكات بين السكان المحليين والشرطة مما أدى بالشرطة لاعتقال 30 شاب من الناصرة. بعد ستة أشهر، حُكم على الزوجان ووجدا مذنبين بارتكاب الفعل. في 14 حزيران/ مايو 2009 زار البابا بندكت السادس عشر الناصرة. وقد أقام قداس على جبل القفزة، وزار بازيليكا البشارة، وكما حظيت الزيارة بتغطية مكثفة على المستوى المحلي والعالمي.
شهدت بلدية الناصرة أشرس معركة انتخابية في تاريخ الناصرة والتي انتهت بفوز علي سلام. وكانت جولة الانتخابات الأولى جرت في 22 أكتوبر سنة 2013، حيث انشق علي سلّام من الجبهة الديمقراطية والحزب الشيوعي الإسرائيلي وتنافس على رئاسة البلدية بترأسه قائمة مستقلة باسم «ناصرتي». في نهاية عملية فرز الاصوات، أعلن عن فوز السيد علي سلّام بفارق 22 صوت فقط. أما منافسه، رئيس بلدية الناصرة (في حينه) رامز جرايسي، التمس للمحكمة اللوائية بشأن شطب 47 مغلّفًا من تعداد الاصوات التابعين لمحدودي الحركة، وحين تم قبول التماسه، فرزت الاصوات في هذه المغلفات التي قلبت الموازين ولصالح جرايسي بفارق 9 أصوات فقط، مما ادى للمستشار القضائي للحكومة، يهودا فاينشطاين، بتوصية للقيام باعادة الانتخابات في المدينة، وذلك بعد ان إطلع على ادلّة بموجبها تم الشك بوجود مخالفات وتزوير. أقيمت الانتخابات للمرة الثانية بتاريخ 11 آذار 2014، والتي كانت نتيجتها 27,666 صوت لصالح علي سلّام، و17,266 صوت لجرايسي، مما ادى للإعلان على فوز سلام بفارق 10,400 صوت، ليتم بذلك انهاء سيطرة الجبهة الديمقراطية والحزب الشيوعي الإسرائيلي على بلدية الناصرة منذ عام 1975. حيث كانت الجبهة الديمقراطية للسلام والمساواة فازت برئاسة البلدية عام 1975 بقيادة الشاعر الفلسطيني توفيق زياد، وعقب مصرعه في حادث مرور عام 1994 حل رامز جرايسي مكانه حتى أكتوبر 2014 لمدة ما يقارب العشرين عام.

## جغرافيا

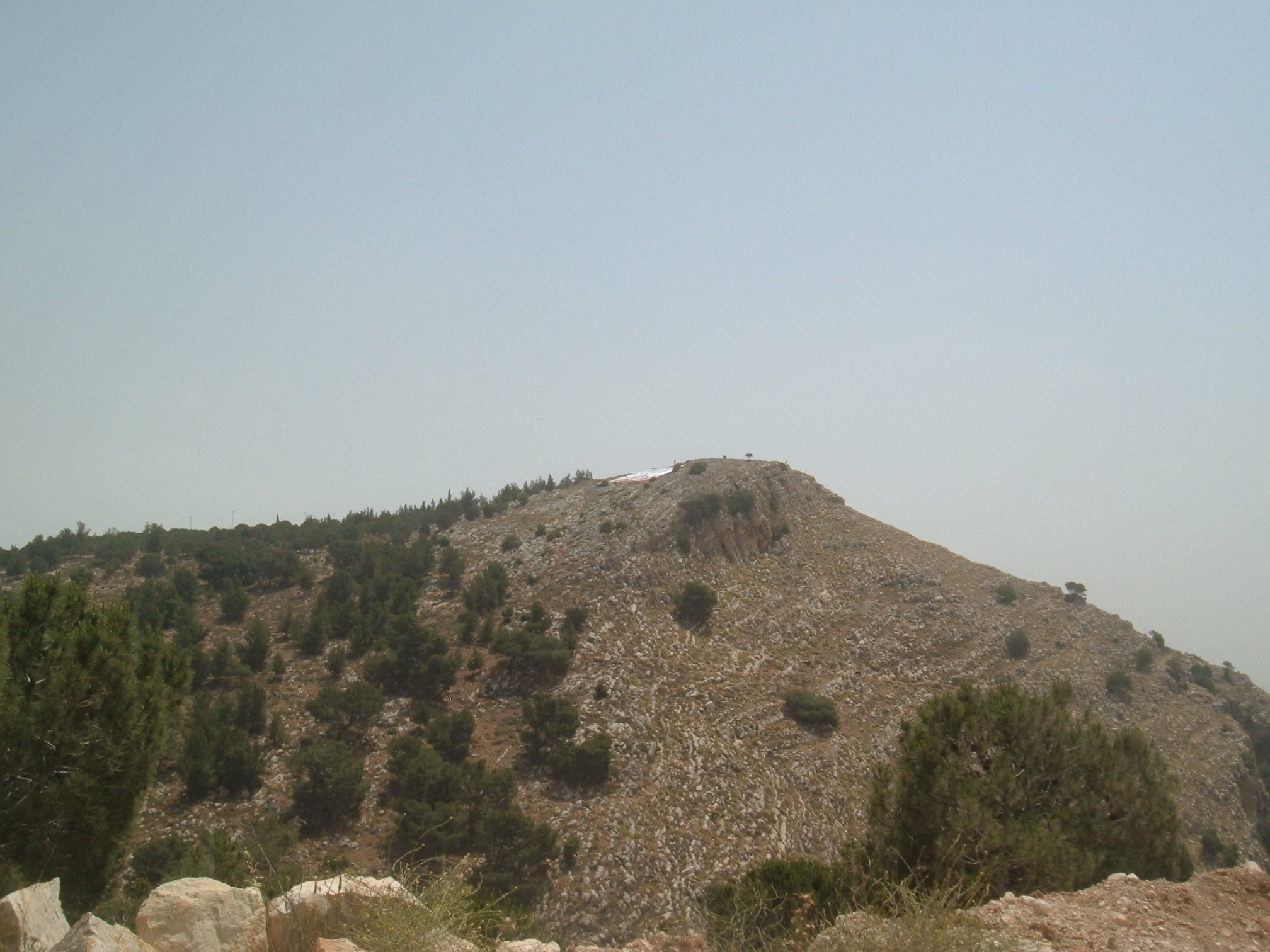
جبل القفزة في الناصرة.

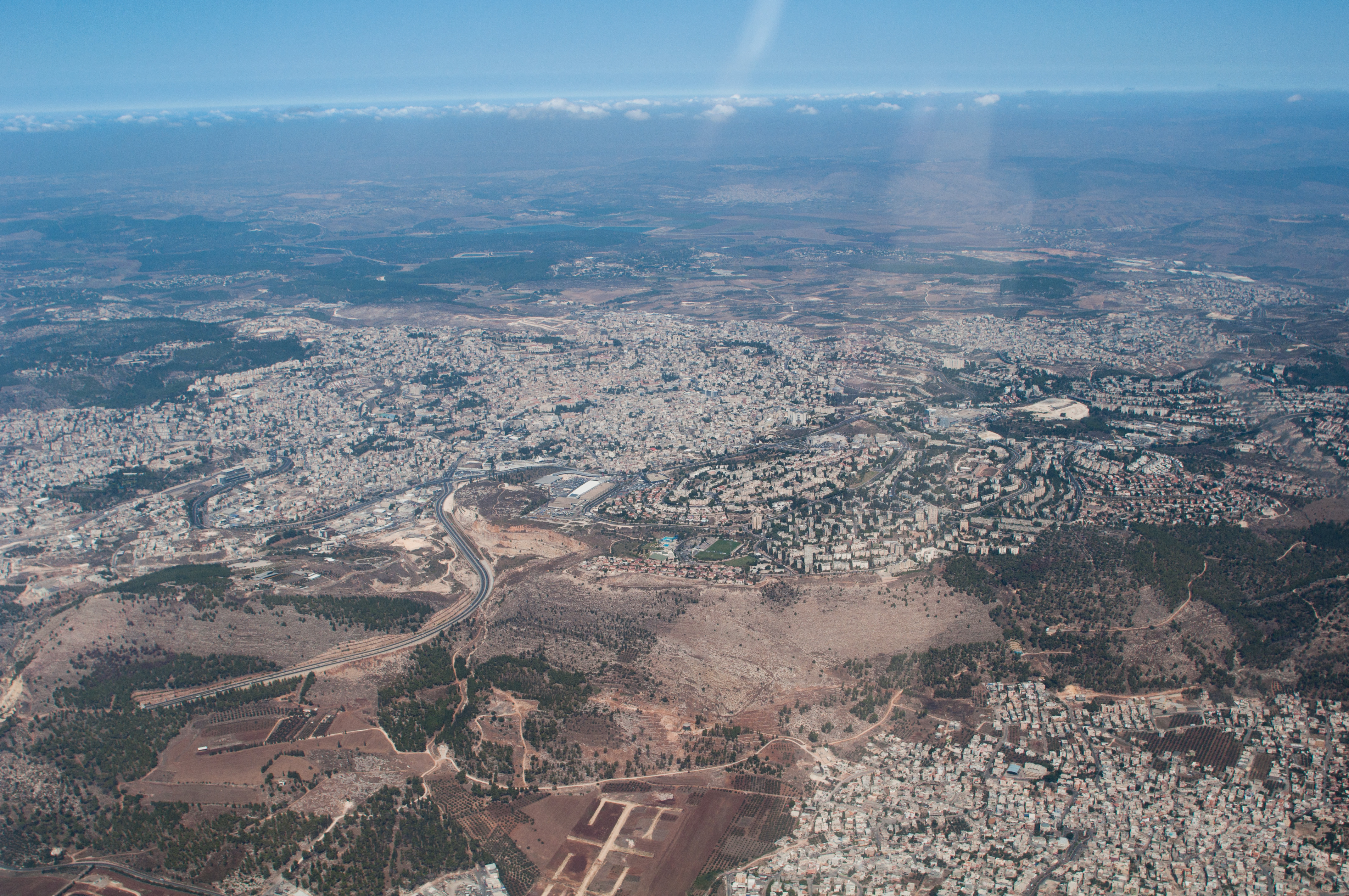
لقطة جوية لمدينة الناصرة.

تقع الناصرة في قلب الجليل الأدنى (الأسفل) الذي هو أقل ارتفاعًا من بقية أجزاء الجليل، فأعلى ارتفاع فيه لا يتجاوز 600 متر فوق سطح البحر. كما تقع بين عكا وحيفا وجنين وطبريا. وهي نقطة التقاء مرج ابن عامر السهلية بمنطقة الجليل الأعلى الجبلية. تبعد الناصرة حوالي 24 كم عن بحيرة طبريا. وقد كان لموقعها الجغرافي أهمية منذ القدم فكانت طرق فرعية تصلها بالطرق الرئيسية التي تربط بين سوريا ومصر من جهة وبين الأردن وفلسطين من جهة أخرى. وكانت القوافل التجارية تعرّج عليها أثناء مرورها في مرج ابن عامر.
تحيط جهات المدينة الأربع تلال تكاد تكون مستديرة الشكل يصل ارتفاعها في بعض الأحيان 488 متر وحتى 575 في جبل سيخ، وهي من الجهة الشمالية النبي سعين، رمانة، القفزة، الرجمة، تلتقي جميعها بشكل واد صغير في جبل سيخ القائم في الجهة الشمالية الشرقية. أما قصبة الناصرة فتتجمع من سفوح هذه التلال، وتشكل هيئة دائرة في المركز أقيمت عليها مدينة الناصرة القديمة التي تتراكم دورها وتتلاصق مع بعضها. لقد لعبت العوامل الجغرافية في الناصرة دورًا كبيرًا في طرق معيشة سكانها حيث حرمتهم من الزراعة، فالطبيعة لم تهيئ لهم العناصر الزراعية الغنية، فالناصرة مفصولة عن المناطق المجاورة بسبب الجبال المحيطة بها وبسبب قلة تواجد السهول فيها، وعدم صلاحية تربتها البيضاء للزراعة.
يُعتبر جبل القفزة من أهم معالم منطقة الناصرة، حيث ذُكر في العهد الجديد. يقع هذا الجبل إلى الجنوب الشرقي من مدينة الناصرة، وله قمّتان متقابلتان، ويرتفع 390 مترًا عن سطح البحر. وهو جبل صخري، مطل على مرج ابن عامر وبه آثار لدير قديم من العصور الوسطى، منحوته في الصخر. كما يوجد أيضًا بقايا بركة وقبور منحوتة في الصخر. سُمي هذا الجبل بالقفزة لاعتقاد سكان الناصرة في ذلك الحين (وكانوا من اليهود)، بأنه الجبل الذي حدثت فيه عجيبة اختفاء المسيح حين قفز عنه واختفى من بينهم عندما لاحقوه. ولقد اُكتشفت الكنيسة القائمة عليه منذ العهود القديمة.
تبعد الناصرة عن مدينة القدس بحوالي 105 كم إلى الشمال، كما تبعد عن عمّان بحوالي 100 كم إلى الشمال الغربي، وعن دمشق بحوالي 129 كم إلى الجنوب الغربي، وعن بيروت بحوالي 133 كم إلى الجنوب.

### المناخ

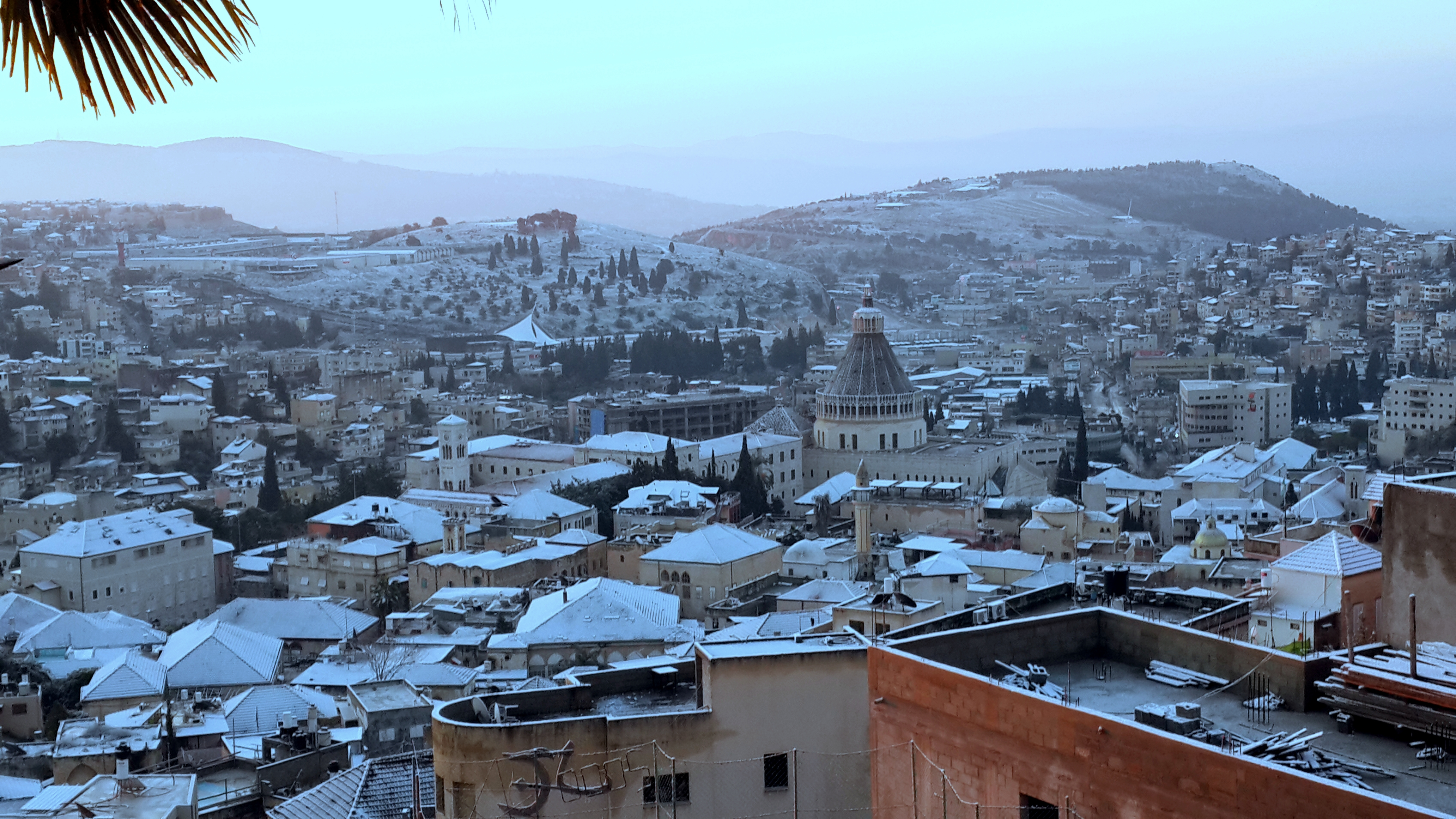
سقوط الثلوج في مدينة الناصرة سنة 2015.

يُعتبر مناخ المدينة مناخًا متوسطيًا، حيث يتميز ببرودة شتائه وكثرة أمطاره. ولكنه أيضًا يُعرف بحرارة وجفاف صيفه. تميز ظروف مناخ مدينة الناصرة المدينة عن باقي مدن إسرائيل وذلك لوجودها في شمال البلاد وقربها عن البحر الأبيض المتوسط، فيعطيها هذا الأمطار في الشتاء ويلطف الحرارة في الصيف. رغم وجود حاجز جبلي يحجب عنها الرياح، إلا أنها لا تحصل على حصة كبيرة من الأمطار كما تتلقى الجهات الشمالية من الجليل وذلك للفرق في الارتفاع بين الجهتين. ويبلغ معدل كمية الأمطار خلال فصل الشتاء 680 ملم.
من جهة أخرى، يبلغ معدل درجة الحرارة في شهر آب/ أغسطس بين 30 إلى 32 درجة مئوية، أما معدل درجة الحرارة في الشهر الأكثر برودة في فصل الشتاء كانون الثاني/ يناير، فيبلغ بين 8 إلى 10 درجات مئوية، وتتساقط الثلوج فيها احياناً. تسود فصل الصيف بعض الليالي اللطيفة وذلك بسبب ارتفاع المدينة وبعدها عن البحر وقربها من الأحراش المحيطة بها، على عكس الليالي التي تسود المنطقة الساحلية والأغوار حيث تكون الليالي أشد حرارة. لذا، تعتبر مدينة الناصرة مصيفًا.

## السكان

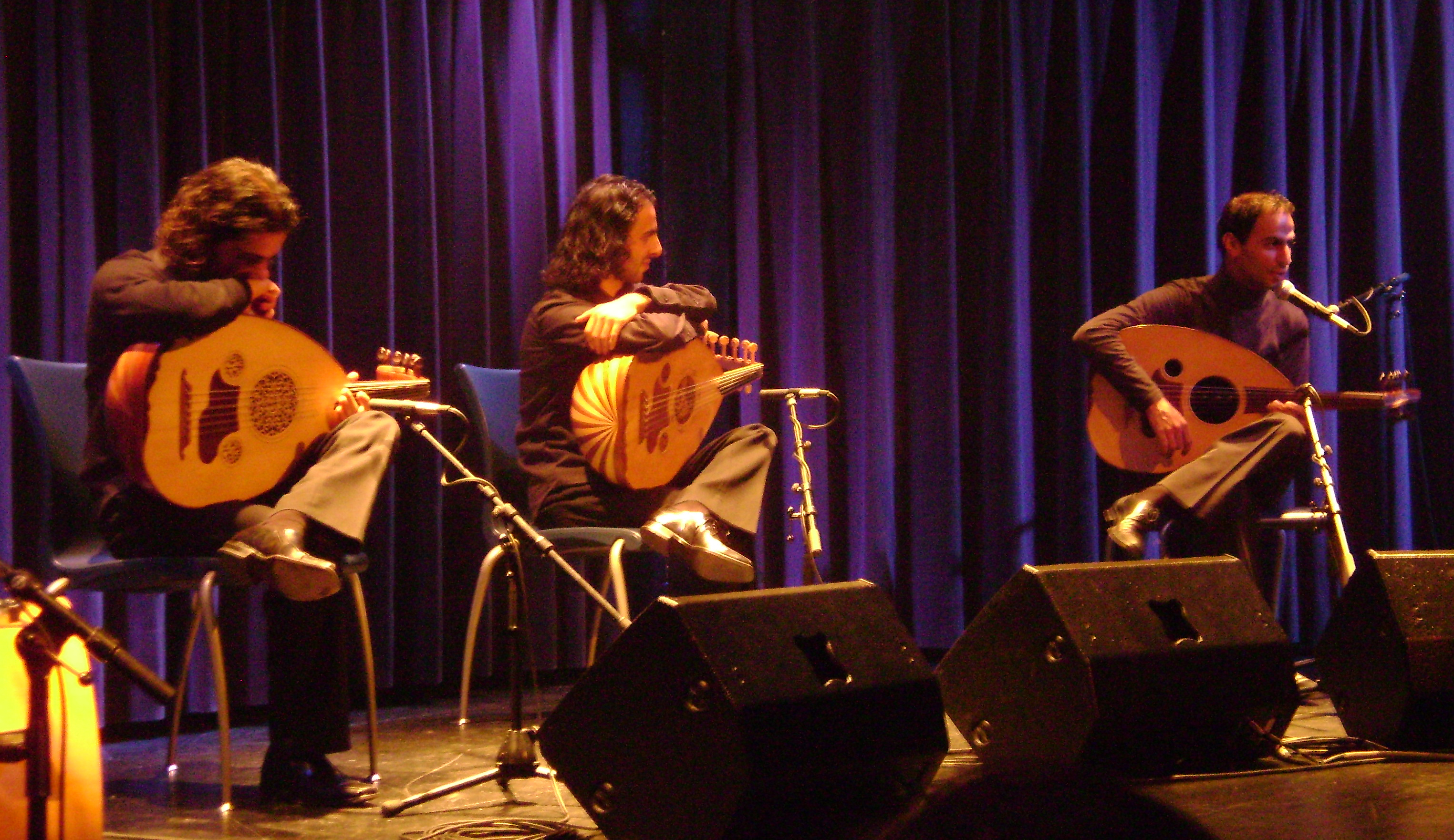
الثلاثي جبران، من أعلام الناصرة.

تضاعف سكان المدينة تقريبًا بعد ترحيل الفلسطينيين من القرى والمدن المجاورة عام 1948 الذي كان نتيجةً للنكبة. بلغ عدد سكان المدينة عام 2015 نحو 75,726 نسمة، كلّهم من عرب 48. وتشير بيانات مركز الإحصاءات المركزي الإسرائيلي إلى أن 69.5% منهم مسلمون و30.5% مسيحيون، وأقل من 0.1% من الدروز. وقد ازداد معدل نمو للسكان في عام 2011 إلى 0.9%. وقد وُلد في تلك السنة 1,400 طفلاً وتوفي 241 شخصًا. وفي عام 2021 ازداد عدد السكان ليصبح 77,925 نسمة، 38,899 ذكر و39,026 انثى. ويشكل المسلمين 72.8% من السكان و27.2% مسيحيون. ووفقا لبيانات عام 2010، بلغ عدد العاملين 23,853 عاملاً، وكان عدد العاملين لحسابهم الخاص 2,401 عاملاً، كما بلغ متوسط الراتب الشهري في عام 2010 حوالي 5034 شيكل (متوسط الرواتب في إسرائيل حوالي 7,522 شيكل). وفي سنة 2021، بالمتوسط كان دخل الرجال هو 7,972 شاقل والنساء 5,663 شاقل في الشهر.
وتُعتبر الناصرة اليوم، مركزًا تجاريًا هامًا لمدن وقرى منطقة الجليل. وهي اليوم أهم المدن العربية داخل الخط الأخضر من حيث عدد السكان، اليوم ما زالت الناصرة تضم عدداً كبيراً من المسيحيين ويتألفون من طوائف مختلفة، بالرغم من التناقص المستمر بأعداد السكان المسيحيين بسبب الهجرة من المدينة. من جهة أخرى، ازدادت نسبة المسلمين في المدينة بشكل كبير، ويظهر هذا جليًا في ازدياد عدد المساجد. وقد نما عدد السكان المسلمين بسبب عدد من العوامل التاريخية التي شملت كون المدينة كانت مركز إداري تحت الحكم البريطاني، وتدفق العرب الفلسطينيين المُهجَّرين داخلياً والقادمين من المدن المجاورة خلال الحرب العربية الإسرائيلية عام 1948 والذين تم استيعابهم في مدينة الناصرة. وفي عام 2018 ضمت مدينة الناصرة على ثالث أكبر تجمع إسلامي في إسرائيل، بعد مدينة القدس وأم الفحم، حيث يعيش فيها حوالي 55,000 مُسلم. أحفاده - المعروفين باسم «آل ظاهر» - إلى جانب آل الزعبي وآل فاهوم وآل عون الله شكلت فيما بعد تقليديًا النخبة المسلمة في الناصرة.
المسيحيون

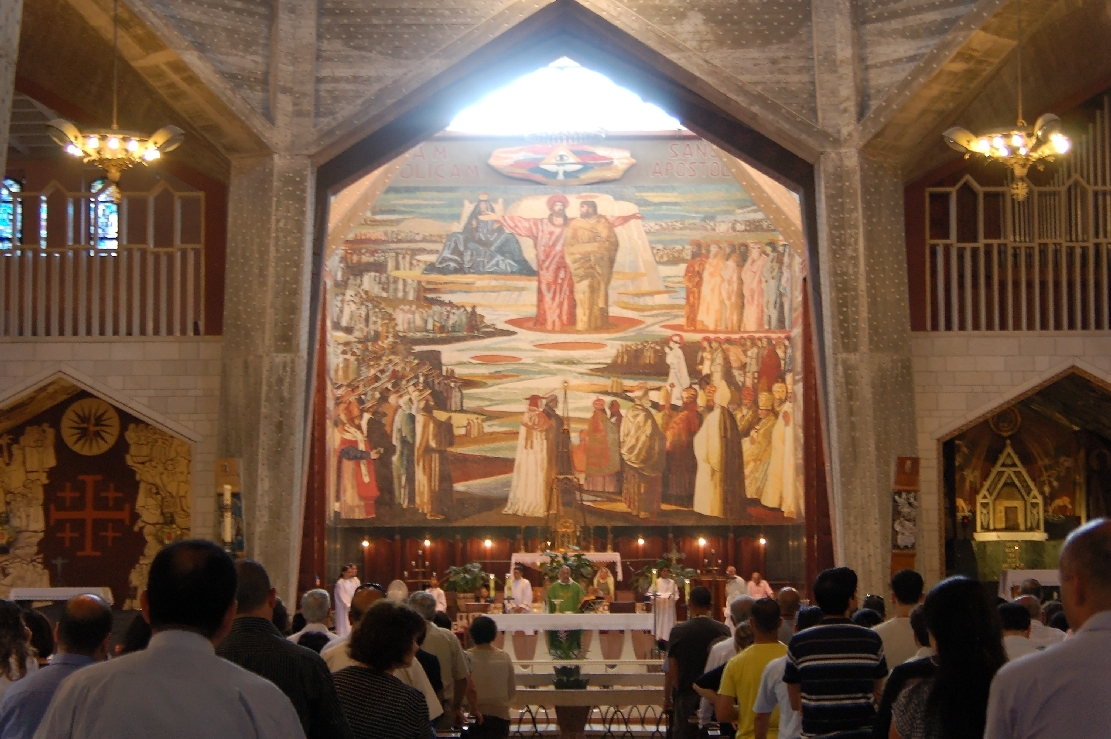
مسيحيون يصلون في بازيليكا البشارة، الناصرة.

تُعتبر الناصرة قاعدة للطوائف المسيحية المختلفة لوجود العديد من الأماكن المقدسة فيها، والتي أقيمت عليها الكنائس، كما أقيمت بقربها الاديرة والمؤسسات الخيرية والتعليمية، والنزل والفنادق للحجاج. وتشير بيانات عام 1949 إلى أن نسبة المسيحيين من السكان قد بلغت 60%، ولكنها انخفضت في عام 1972 إلى 53%، وأصبحت في عام 1983 حوالي 40%. ووفقًا لبيانات عام 2011، يشكل المسيحيون اليوم 30.5% فقط من السكان. يعود الانخفاص المستمر لنسبة المسيحيين أساسًا إلى انخفاص نسبة المواليد بين المسيحيين وإلى الهجرة المسيحية إلى المدن المجاورة مثل حيفا والناصرة العليا وإلى خارج البلاد خصوصًا إلى الأمريكتين، يٌذكر أن 70,000 مسيحي من أصول نصراويَّة يقطن في الولايات المتحدة. وفي عام 2018 ضمت مدينة الناصرة على أكبر تجمع مسيحي في إسرائيل، حيث يعيش فيها حوالي 22,100 مسيحي.
غالبًا ما يعتبر المسيحيون في مدينة الناصرة أغنياء نسبيًا، ومتعلمين، ومعتدلين سياسيًا حيث يميلون إلى التصويت إلى الأحزاب اليساريًَّة وهم نشيطون بشكل خاص في حزب الجبهة الديمقراطية للسلام والمساواة، كما وجدت إحصائيات بيانات المكتب المركزي للإحصاء سنة 2008 أنّ المسيحيين في الناصرة، إلى جانب المسيحيين في حيفا، من أكثر الفئات المتعلمّة في داخل إسرائيل إذ أنّ نسب الحاصلين على شهادة البجروت أو شهادة الثانوية العامة ونسب حملة الشهادات الجامعية بين المسيحيين في الناصرة مرتفعة. ويدير المسيحيون في المدينة عددًا كبيرًا من المدارس (عشرة مدراس) ومراكز النشاط الاجتماعي والمستشفيات وسواها. ويحتل مسيحيو الناصرة غالبية المناصب العليا في المدينة: ثلاثة مستشفيات ومديرو بنوك، وقضاة ومدراء مدارس وكليات. أدَّت الفجوة الاجتماعية والاقتصادية بين ثروة المسيحيين وفقر المسلمين في الناصرة أحيانًا إلى أزمات طائفية.
ويتوزع المسيحيون في الناصرة على الكنيسة الأرثوذكسية وتليها كنيسة الروم الملكيين الكاثوليك، والكنيسة اللاتينية، والكنيسة المارونية، والكنيسة القبطية الأرثوذكسية والكنيسة الأنجليكانية وغيرها من الجماعات البروتستانتية بالإضافة إلى أقلية صغير من الأرمن. إلى حد بعيد، أكبر الطوائف المسيحية في المدينة هي طائفة الروم الأرثوذكس، برئاسة بطريرك مقره القدس، ويمثله مطران في الناصرة. ويُقسم السكان المسيحيون في الناصرة إلى طوائف مختلفة تحافظ على إطارها المستقل، كما تضم عددًا من الجماعات والفئات الطائفية المختلفة التي نشأت نتيجة تطور تاريخي طويل. الفئة الأولى من المسيحيين في البلاد عامة يرجع تاريخها للشعوب التي تواجدت في فلسطين عشية الفتح الإسلامي، كالآراميون والسامريين واليهود المتنصرين وعرب وأبناء شعوب أخرى. ومنذ ذلك الحين اُضيفت طبقات سكان جديدة اثناء الحج إلى الاماكن المقدسة عند المسيحيين. وفي عهود مختلفة تجمع في البلاد أبناء طوائف مسيحية أجنبية، كالأرمن والأقباط والأحباش. ثم تعاقبت أمواج المستوطنين المسيحيين من أوروبا أثناء الحملات الصليبية، إلا أنهم فقدوا هويتهم القومية ولغتهم وعاداتهم.
الجدول الآتي يبين نمو السكان في المدينة بين عاميّ 1856 و 2011:
| العمر   | النسبة للسكان % |
| ------- | --------------- |
| 0 – 4   | 9,3             |
| 5 – 9   | 10,7            |
| 10 – 14 | 11,0            |
| 15 – 19 | 9,9             |
| 20 – 29 | 14,8            |
| 30 – 44 | 20,3            |
| 45 – 59 | 14,7            |
| 60 – 64 | 2,8             |
| 65 –    | 6,4             |

المصدر: مكتب الإحصاءات المركزي.

## الاقتصاد
قامت الناصرة منذ القدم بالوظيفة الاقتصادية لمجموعة كبيرة من القرى والتجمعات السكانية المحيطة بها. ولا زالت المدينة تؤدي هذه الوظيفة لعشرات الآلاف من السكان العرب في منطقة الناصرة. وكان لا بد لهذه المدينة من توفير الاحتياجات الخاصة بهم، فنمت وازدهرت وجد أهلها في العمل، حيث اشتغل قسم منهم بزراعة الأشجار المثمرة والخضراوات، كما راجت أعمال التجارة فيها وكانت تمثل السوق الرئيس لعشرات القرى، التي تبيع ما تنتجه فيها وتبتاع منها كل ما تحتاجه، كما ازدهرت كذلك الصناعات الخفيفة، مثل أعمال التجارة والحدادة والدباغة والخياطة والصباغة وأعمال البناء والهدايا التذكارية من سجاد ونحاس وخشب محفور، كما اشتهرت نساء الناصرة بأشغال الإبرة. وفي الناصرة معاصر للزيتون والسمسم لاستخراج الزيت والطحينة، وفيها مصانع للصابون.
بعد النكبة

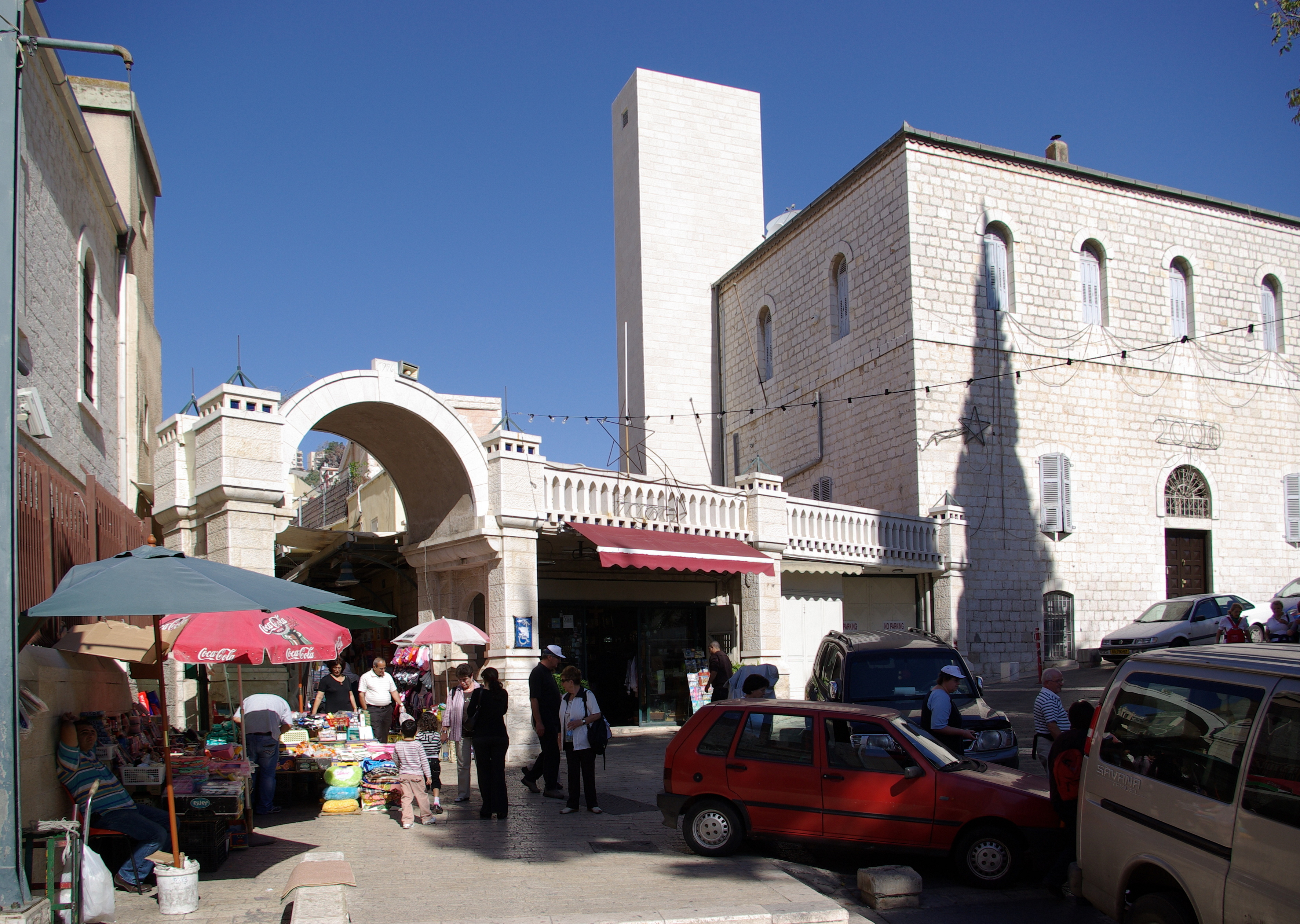
مدخل سوق الناصرة القديم.

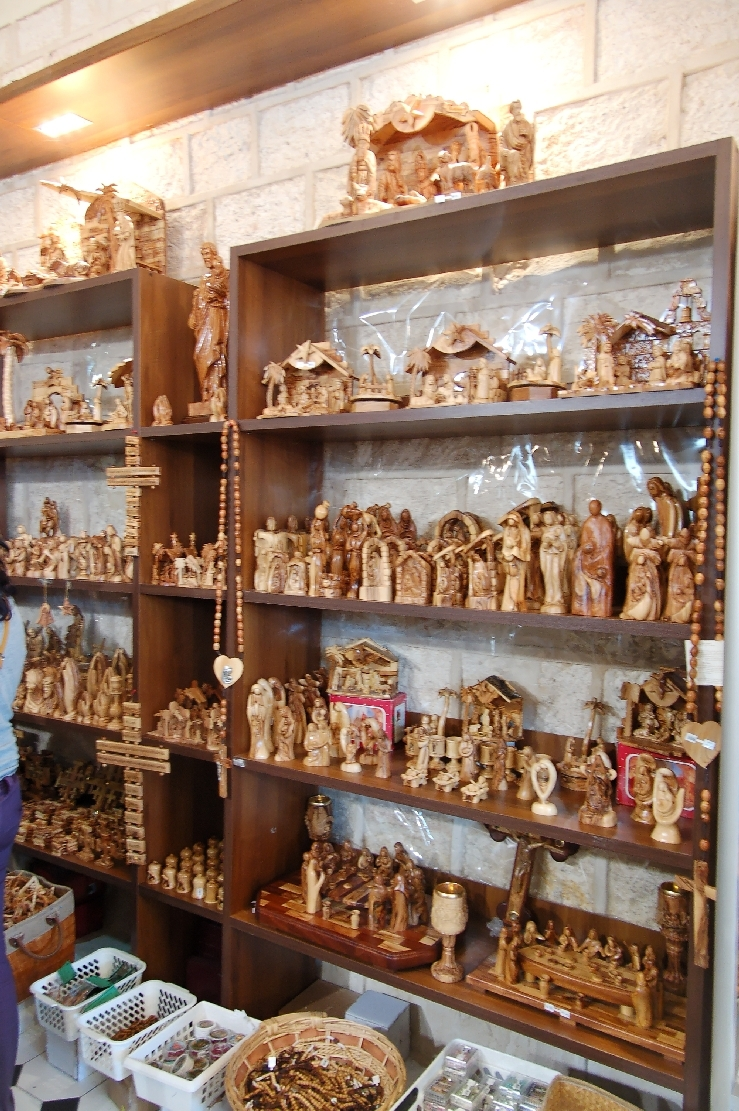
الحفر على الخشب، من الصناعات الحرفية بالمدينة.

كانت السياسة التي اتبعتها إسرائيل منذ عام 1948 وحتى عام 1967 تجاه عرب 48، وخصوصًا سكان الناصرة، تقوم على عدم السماح ببروز قطاع اقتصادي عربي، وبالتالي منع قيام مراكز سلطة اقتصادية مستقلة. وعليه، فإن القاعدة الاقتصادية العربية في إسرائيل بشكل عام، كانت حتى عام 1967 ضعيفة جدًا. فلم يكن العرب في الناصرة يملكون سوى ثلاث مؤسسات صناعية فقط، اثنتان صغيرتان تهتمان بالخياطة وثالثة للأشغال المعدنية.
وقد ضّيقت الحكومات الإسرائيلية على الزراعة والصناعة العربية في المدينة، كما صفّت ما وجد فيها من مصانع وشركات، مثل صناعة التبغ. وصمدت بعض الشركات، مثل شركة باصات العفيفي العربية في هذه المدينة، وبقيت بعد مقاومة طويلة ومريرة، كذلك فإن الحكومات الإسرائيلية ترفض اعتبار الوسط العربي منطقة تطوير من الدرجة الأولى، الأمر الذي من شأنه أن يساعد على جذب الصناعيين وأصحاب الشركات، وهي لا تشجع ولا تدعم ولا تقيم أي مصنع في الوسط العربي بأموالها أو بأموال مشتركة. وهكذا تتصرف أيضًا نقابة العمال (الهستدروت) التي تملك 25% من الصناعة اليهودية. فلم تقدم أية قروض تذكر لتشجيع الصناعة العربية. وحتى نهاية عام 1983، كان هنالك 140 ورشة صناعية، غالبيتها الساحقة عبارة عن مخيطات وورش إنتاج مواد بناء أولية وحدادة ومناجر صغيرة. وفي المقابل توجد مدينة يهودية اُقيمت بالقرب من الناصرة؛ هي الناصرة العليا التي أقامتها السلطات الإسرائيلية عام 1957 على أراضي الناصرة والقرى العربية المجاورة، أصبحت مركزًا صناعيًا في فترة زمنية قصيرة جدًا، تحوى 160 مصنعًا وورشة صناعية، في حين لم يُنشأ مصنع واحد في مدينة الناصرة العربية القائمة منذ آلاف السنين.
لذلك، تخلو الناصرة من المصانع والمشاريع الكبيرة، حيث اتجه أهلها لإعمال التجارة والخدمات وبعض الصناعات التحويلية البسيطة المتعلقة بالسياحة، مثل حفر الخشب والخزف، كما اضطر بعضهم إلى التوجه للعمل في المصانع والورش اليهودية. تجدر الإشارة إلى أن المدينة تضم عددًا من الأسواق التي أخذت تسميتها من المهنة التي تمارس فيها مثل: سوق الصباغين، سوق القهاوي، سوق الخضرة، سوق الصياغ، سوق السكافية، سوق المواستية والحدادين، سوق النجارين وغيرها من التسميات. من جانب آخر، وصل عدد شركات تقنية المعلومات الفائقة في المدينة عام 2011 حوالي 20 شركة، مما حدا بالبعض أن يسمّيها «سيليكون فالي الوسط العربي».

## النقل والمواصلات

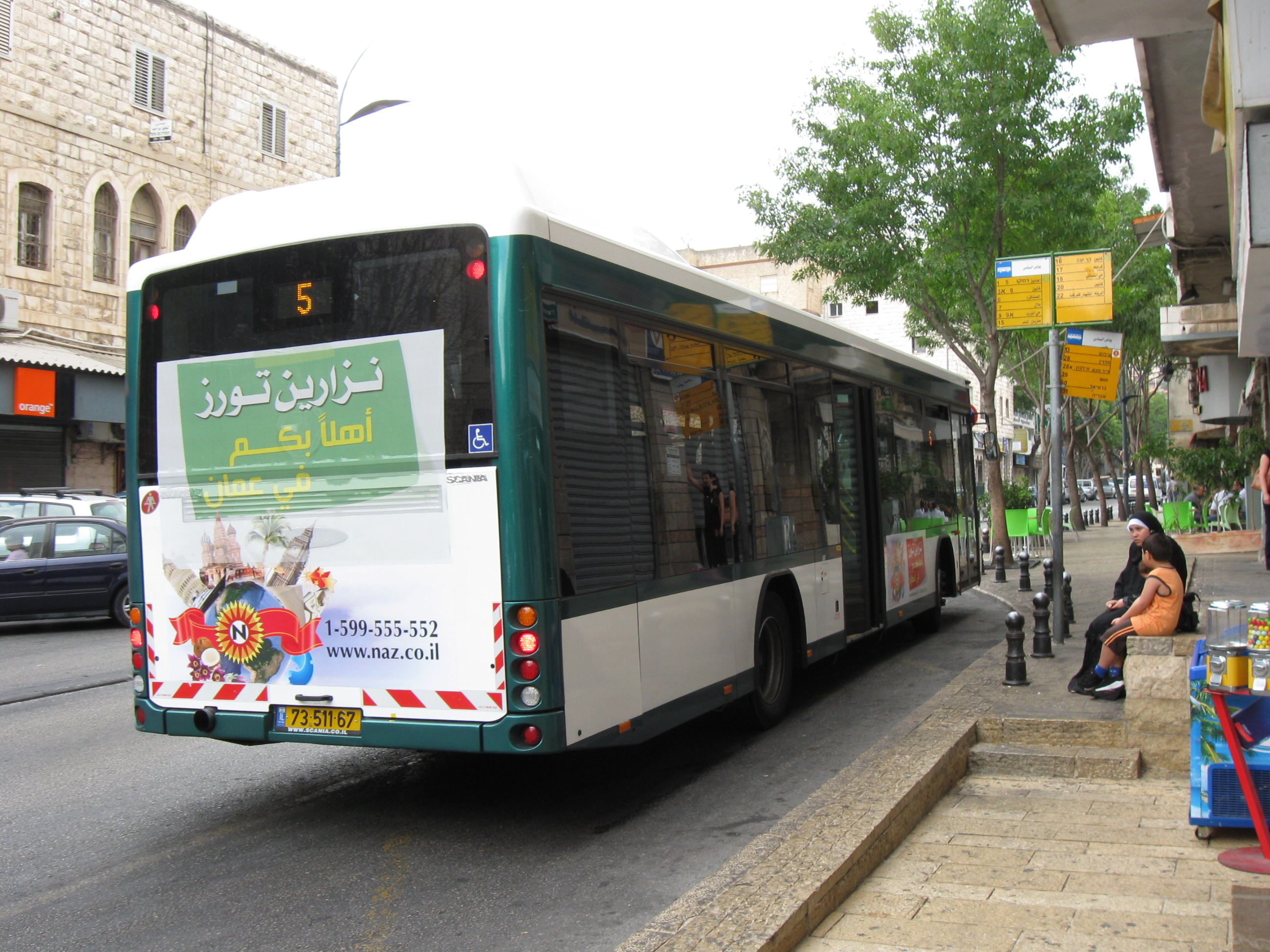
إحدى الحافلات في مدينة الناصرة.

كان لموقع الناصرة تاريخيًا على طريق البحر، أثر كبير في تطور النقل فيها، حيث كان هذا الطريق التاريخي يربط مصر بسوريا عبر مرج ابن عامر. أما اليوم، فتكمن أهمية الموقع بتقاطع الطرق الرئيسية داخل الخط الأخضر، وخصوصًا التي تمر في منطقتيّ الجليل ومرج بن عامر، حيث يُعتبر الطريق السريع 60 من أهمها، والذي يمر من وسط المدينة ويتجه جنوبًا باتجاه العفولة. وقد تم إنشاء جزء جديد منه يسمى «طريق نفق إكسال». ويمر هذا الطريق عبر نفق من خلال جبل القفزة ويتجاوز إشكالية الأزمات المروية في القسم الشرقي من المدينة، لأنه يتقاطع مع الطريق القديم في تقاطع «إكسال يزرعيل فالي». من جهة أخرى، يُعتبر الطريق السريع 75 من الطرق السريعة الأخرى التي تخدم مدينة الناصرة، والذي يمتد إلى الغرب باتجاه مجدال هعيمق ومدن أخرى في لواء الشمال بالإضافة إلى حيفا.
تخدم المدينة شبكة حافلات يُطلق عليها «خدمة NTT» وهي اختصار لاسم «شركة الناصرة للنقل والسياحة» المؤسَسة عام 1927، وهي جزء من شركات الحافلات التي تدير خدمات النقل العام في مدينة الناصرة. كما تشغل الشركة اليوم حزمة خطوط متكاملة تابعة لها مخصصة لخدمات النقل بين المدن من وإلى المدينة. كما يمكن الوصول إلى الناصرة عبر استعمال خط رقم 823 التابع لشركة ايجد من المحطة المركزية في تل أبيب.

## العمارة والتخطيط الحضري

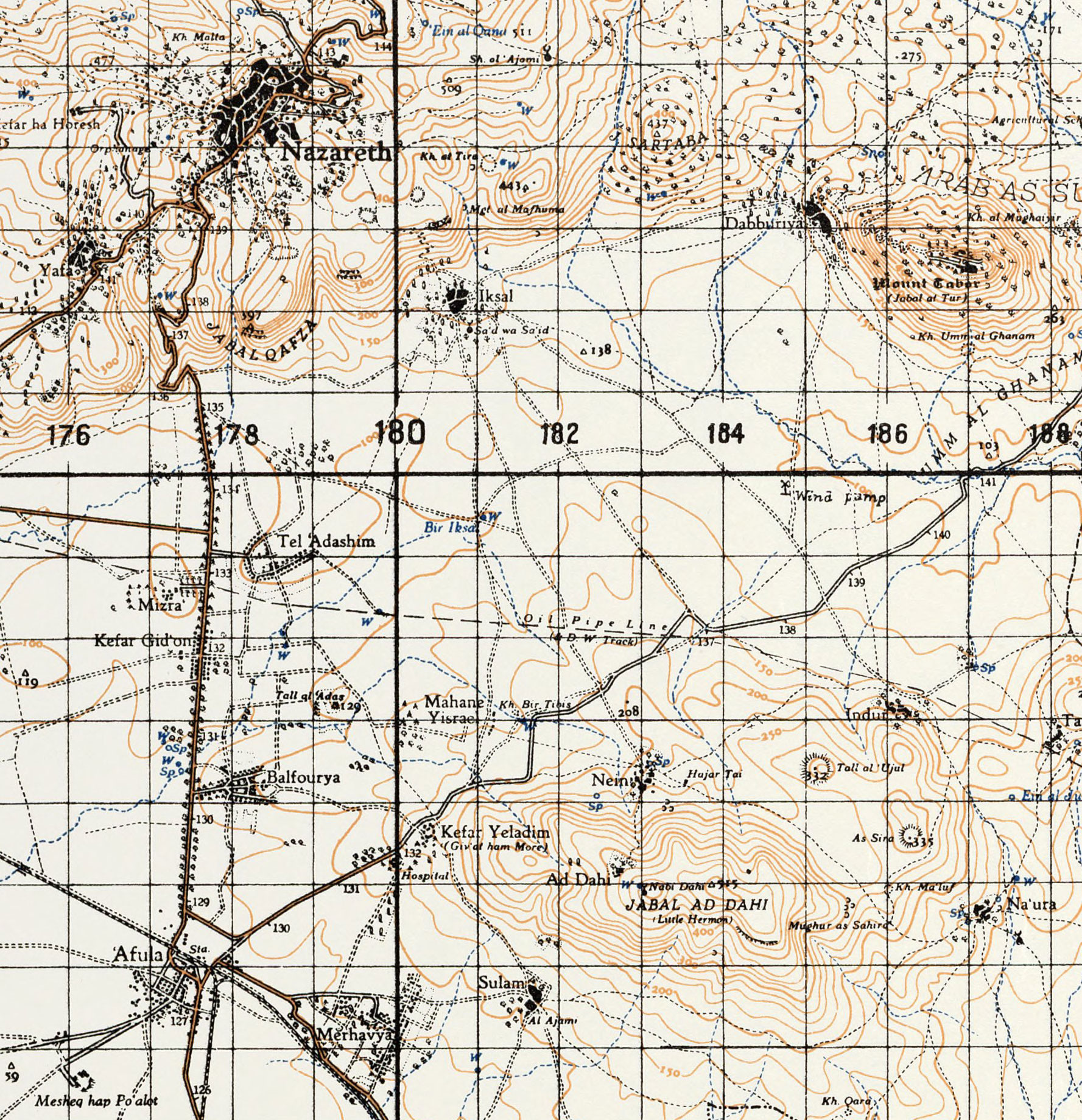
مخطط المدينة الطوبوغرافي عام 1939.

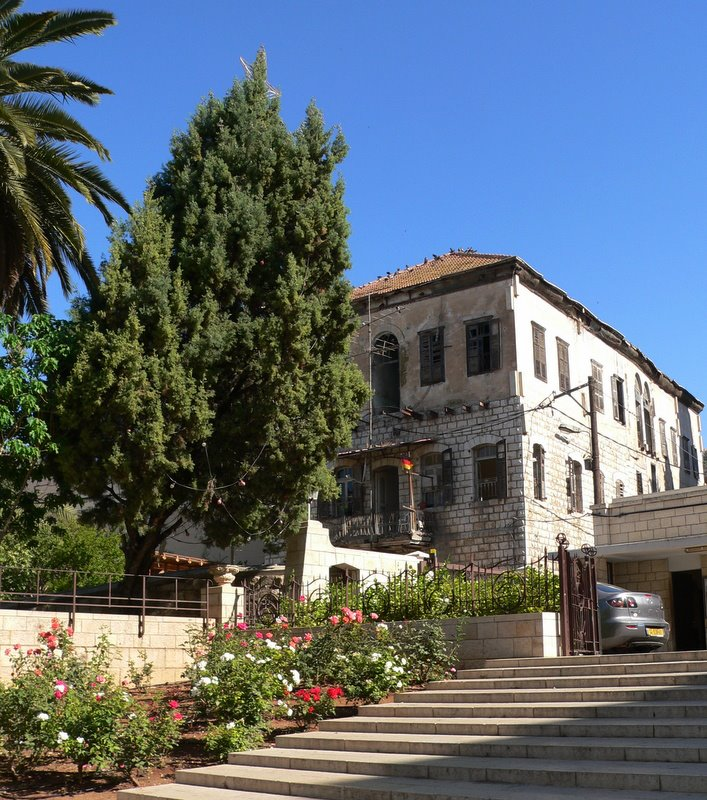
العمارة التقليدية في الناصرة.

تنقسم مدينة الناصرة شأنها شأن جميع مدن فلسطين التاريخية، إلى حارات أو أحياء تحمل أسماء مختلفة، وعادة ما تنسب هذه التسميات إلى عائلات من سكان المدينة نفسها تعيش في تلك الحارة أو في ذلك الحي، وكانت كلمة (محلة) والتي تعني حارة شائعة جداً في الناصرة، إضافة إلى ذلك كانت بعض تسميات الحارات ترتبط بموقعها بالنسبة للبلدة نفسها، فيقال مثلاً الحارة الشرقية، وأحياناً أخرى تسمى الحارة لموقعها الطبوغرافي في البلدة، فيقال الحارة الفوقا والحارة التحتا. وقد عانت المدينة بعد النكبة عام 1948 من تضييق الحكومة الإسرائيلية عليها وعلى التطوير الحضري المستقبلي فيها، فعملت على خنقها ببناء مستوطنة جديدة عام 1958 أصبحت مدينة الناصرة العليا أو «نتسيرت عيليت» تحت شعار تهويد الجليل واحداث التوازن الدمغرافي بين العرب واليهود لجعل العرب اقلية في منطقة تتميز بالاكتظاظ السكاني العربي، ونقل مركز الثقل الحكومي والمؤسسات من الناصرة إليها.
إلى جانب كل ذلك هناك مبادرات لمواجهة سياسة اضعاف مكانة الناصرة المركزية، منها اقامة الدفيئة التكنولوجية لتشجيع وتطوير مبادرات في المجال التكنولوجي، وهي دفيئة باشرت بالعمل في الناصرة، وكذلك التخطيط لإقامة منطقة صناعية للهايتك، وحدائق صناعية واقامة أوديتوريوم وبيت للموسيقى وكلية اكاديمية ومنطقة صناعية جديدة ومكتبة عامة كبرى ومشغل محمي للمعاقين ومدرسة للطلاب التوحيديين، يضاف اليها مركز العلوم والفنون الذي بوشر العمل به، وهو مركز يقدم خدمات منطقية.

## معالم المدينة

### كنائس المدينة
كنيسة البشارة للاتين

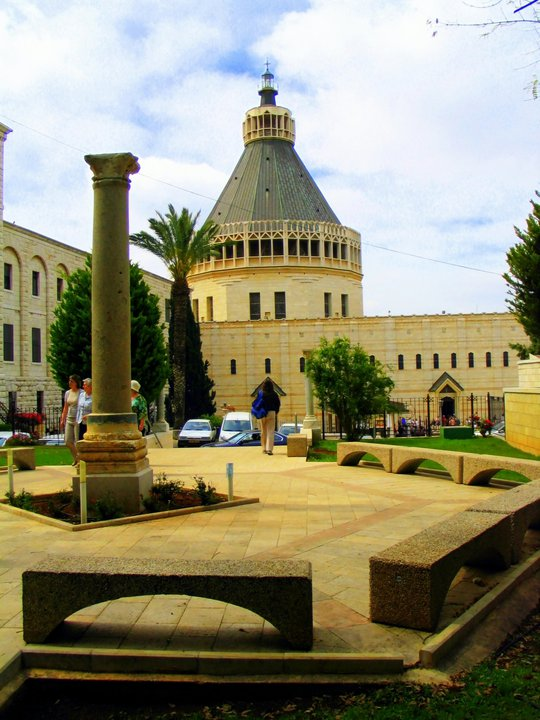
بازيليكا البشارة الرومانية الكاثوليكية في الناصرة

بُنيت هذه الكنيسة في 15 تشرين الأول/ أكتوبر 1630على أنقاض كنيسة قديمة وفوق موقع بيت مريم العذراء والمغارة. كان للمغارة التي توجد داخل الكنيسة ثلاثة أبواب متقاربة، فُتحت لغرض ما لا نعلمه. تقسم الكنيسة إلى ثلاثة أقسام، ومدخل الكنيسة في وسطها، وبعد التقدم إلى الداخل يظهر باب المغارة وفوقه صورة المسيح وعلى الجوانب درجين كلاهما من إثني عشر درجة يوصلان إلى سطح المغارة والهيكل الكبير حيث التماثيل والصور. طول الكنيسة 21.5 متر وعرضها 15.25 متر.
كنيسة البشارة للروم الأرثوذكس 

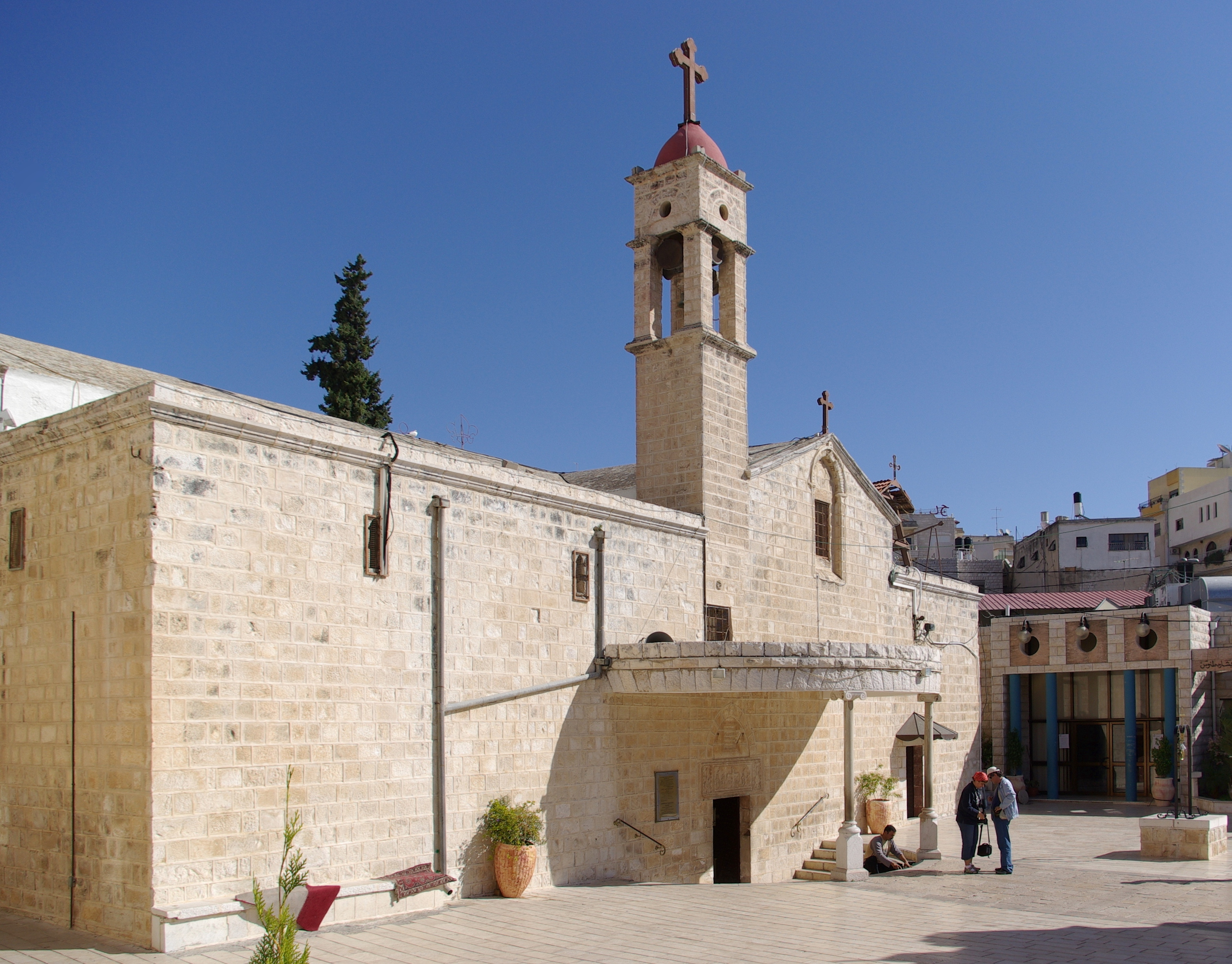
كنيسة البشارة للروم الأرثوذكس في الناصرة

تقع هذه الكنيسة فوق النبع الموجود داخل المغارة الذي كانت تستقي منه مريم العذراء، والذي لا يزال قائمًا حتى الآن داخل هذه الكنيسة التي تعرف أيضًا بكنيسة الملاك جبرائيل حيث بُشرت مريم العذراء بولادتها يسوع المسيح.
تقسم الكنيسة إلى قسمين: مبنى الصلاة المركزي من القرن الـ 18 والقسم القديم الذي بقي بحالة جيدة من القرن الـ 12، الذي يمكن الوصول إليه من خلال معبر مقوس مرصوف من الداخل ببلاط عثماني. يوجد في القبو منبرًا مرتفعًا وخلفه المنبع الذي تتدفق منه مياه العين من فوق الكنيسة، عبر الكنيسة إلى السبيل الذي يقع في دوار مريم، المشهور أيضًا باسم «بئر مريم». كتبت على الجدران عبارة تتحدث عن البشارة والعين. في المكان الذي يبدأ فيه الرواق يوجد بئر ماء مرتفعًا لتسهيل استعماله على الحجاج الذين يأخذون المياه المقدسة من هنا. فوق المذبح لوحة للبشارة.
في طابق الكنيسة السفلي توجد مغاور تعود إلى القرن الأول وتشكل جزءًا من القرية القديمة، فيها جرن مع رموز لسر العماد ترقى إلى عهد الجماعة المسيحية الأولى وسبع درجات ترمز إلى مواهب الروح القدس، وبركة مرصوفة بالفسيفساء عليها رموز لستة أجواق الملائكة، والحجر في وسط البركة يرمز إلى المسيح، وعلى جدران البركة قناة صغيرة ترمز إلى نهر الأردن.
كنيسة المجمع

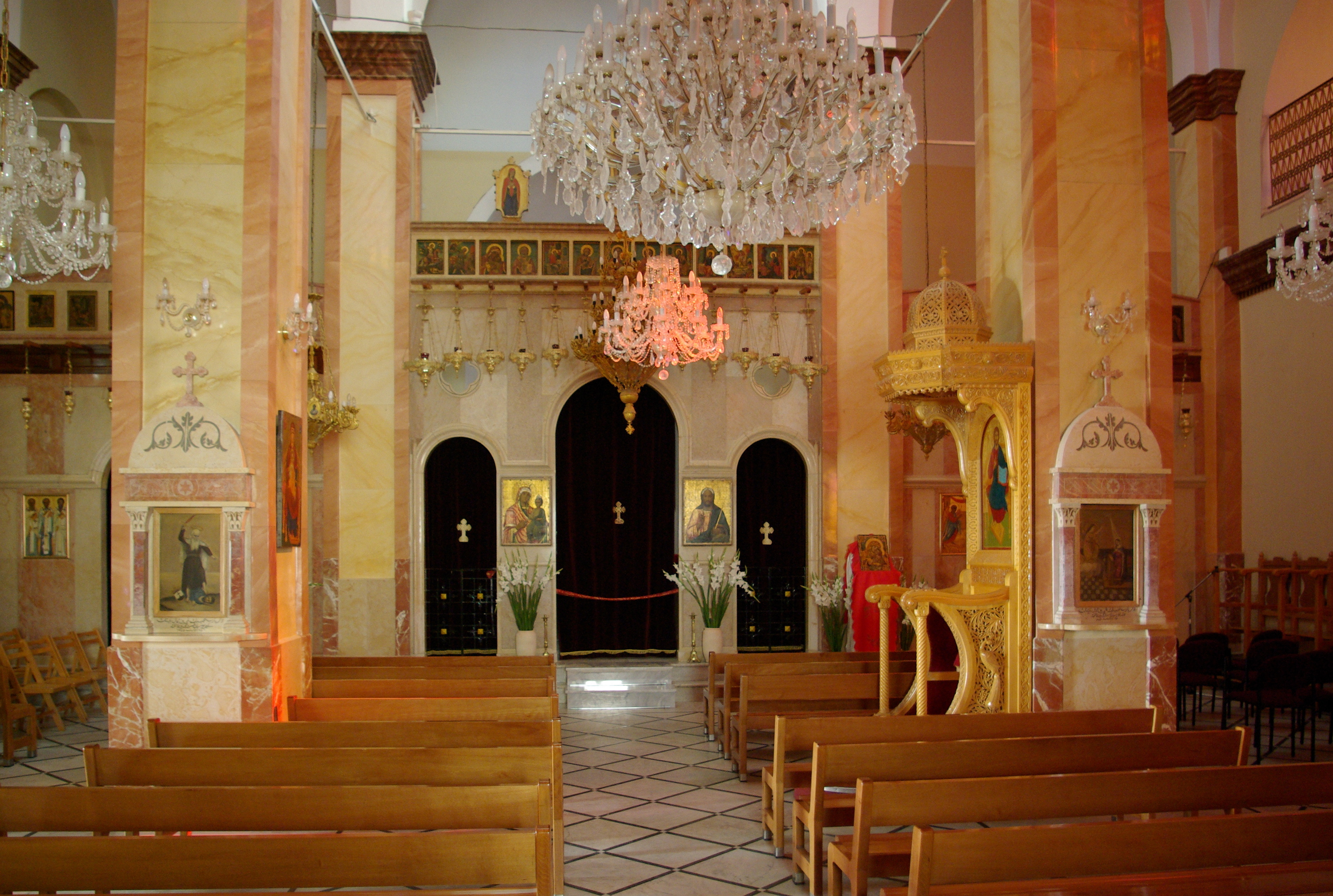
في داخل كنيسة المجمع، المركز الروحي الأهم لكنيسة الروم الكاثوليك في المدينة

تُسمى أيضًا كنيسة الروم الملكيين (الكاثوليك)، تقع في قلب السوق وتوصل إليها ساحة صغيرة بين المحلات والحوانيت، مكتوب فوقها "The Synagogue" على لافتة. تعود قداسة هذا الكنيس القديم حسبما تروي التقاليد المسيحية إلى كون يسوع قد تعلم وصلى هناك. كذلك، في هذا الكنيس ألقى يسوع خطبته الشهيرة يوم السبت والتي أعلن فيها أمام أبناء قريته اليهود بأنه المسيح. وقد أغاظت هذه الخطبة المصلين فجروا يسوع جرا إلى جبل القفزة من أجل إلقائه من هناك، لكنه اختفى من الجبل. في الفترة البيزنطية بدأ يزور المكان مؤمنون مسيحيون وفي العصور الوسطى تحول الكنيس إلى كنيسة ونسبت له «خطبة السبت».
كنيسة القديس يوسف

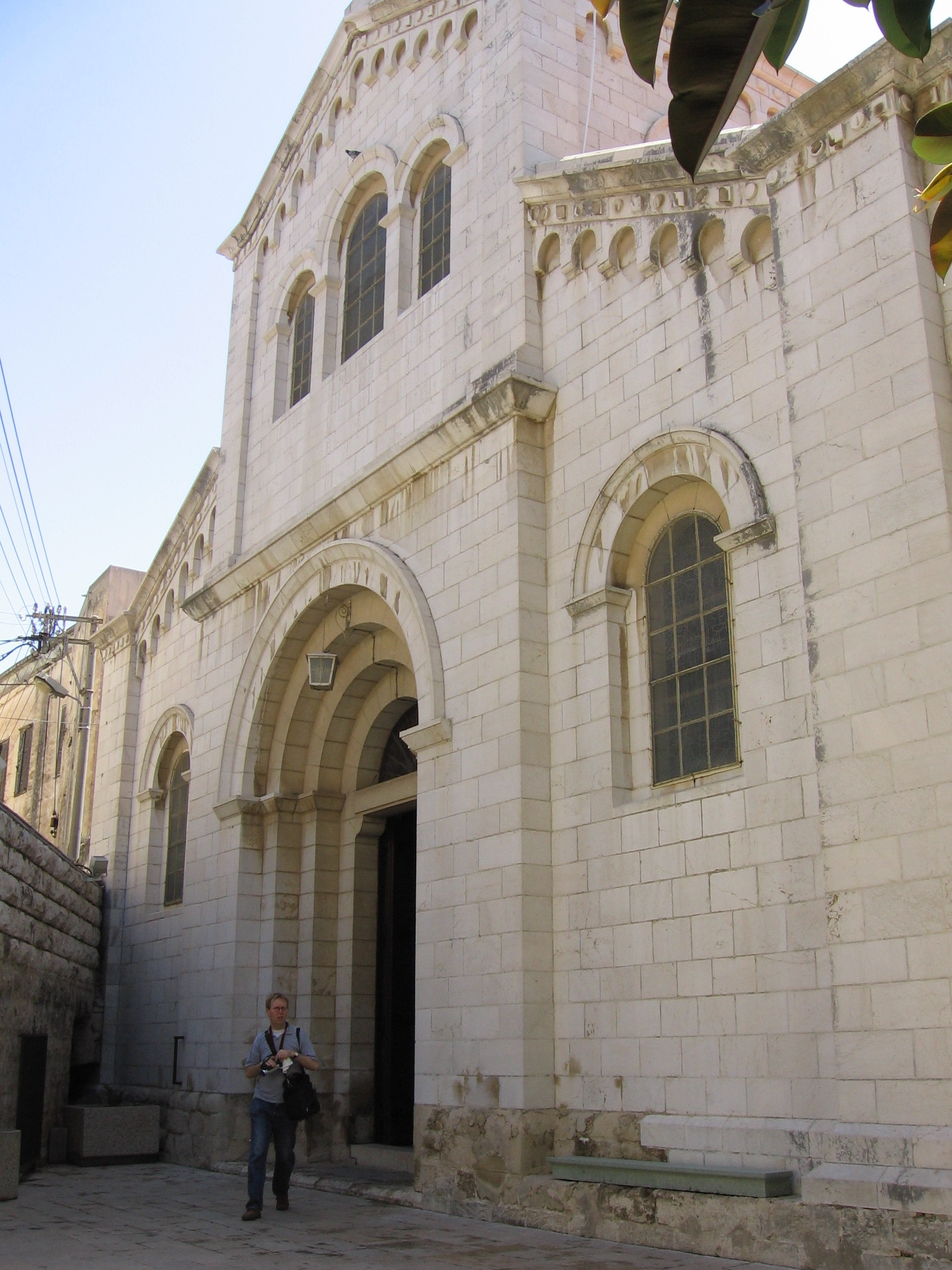
كنيسة القديس يوسف في الناصرة

بُنيت كنيسة القديس يوسف على المكان الذي كانت فيه كما تروي التقاليد منجرة يوسف، زوج مريم، أم يسوع، كما تنسب بعض التقاليد المكان لبيت يوسف. قضى يسوع المسيح في هذه الكنيسة حياته الخفية، وحول اليهود المتنصرين هذا المكان إلى كنيسة منذ الأيام الأولى. ثم شيد البيزنطيون «كنيسة الرعاية» وفيها اكتشفت آثار بئر عام 1914، لكن بعد الفتح الإسلامي للشام تحولت الكنيسة إلى بيت سكن إلى أن جاء الصليبيون فشيدوا مكان البيت كنيسة كبيرة، لكنها عادت بيت سكن بعد رحيلهم. اشترى الفرنسيسكان كل البيوت العربية في الناصرة عام 1600، وأعادوا بناء الكنيسة، ثم رمموها عام 1914. أقيمت هذه الكنيسة الفرنسيسكانية ذلك العام فوق بقايا كنائس أكثر قدمًا وهي تقع في باحة بازيليكا البشارة. في القبو (الطابق السفلي للكنيسة) يمكن رؤية بئر مياه قديمة، لوحات فسيفسائية، مغر ومخازن للغلال من بقايا الناصرة القديمة في القرنين الثاني والأول قبل الميلاد. إحدى المغر استعملت، حسبما تروي التقاليد، كمحل عمل ليوسف النجار. وهذه الكنيسة أيضا مثلها مثل كنيسة البشارة لللاتين، بنيت في مكان كانت فيه قرية الناصرة في فترة يسوع. في هذه الكنيسة يمكن ملاحظة الجذور اليهودية للمسيحية: في الماضي، قبل المصلون المسيحيون فرض العماد اليهودي وبنوا في الكنيسة بركا لهذا الغرض.
كنيسة البلاطة

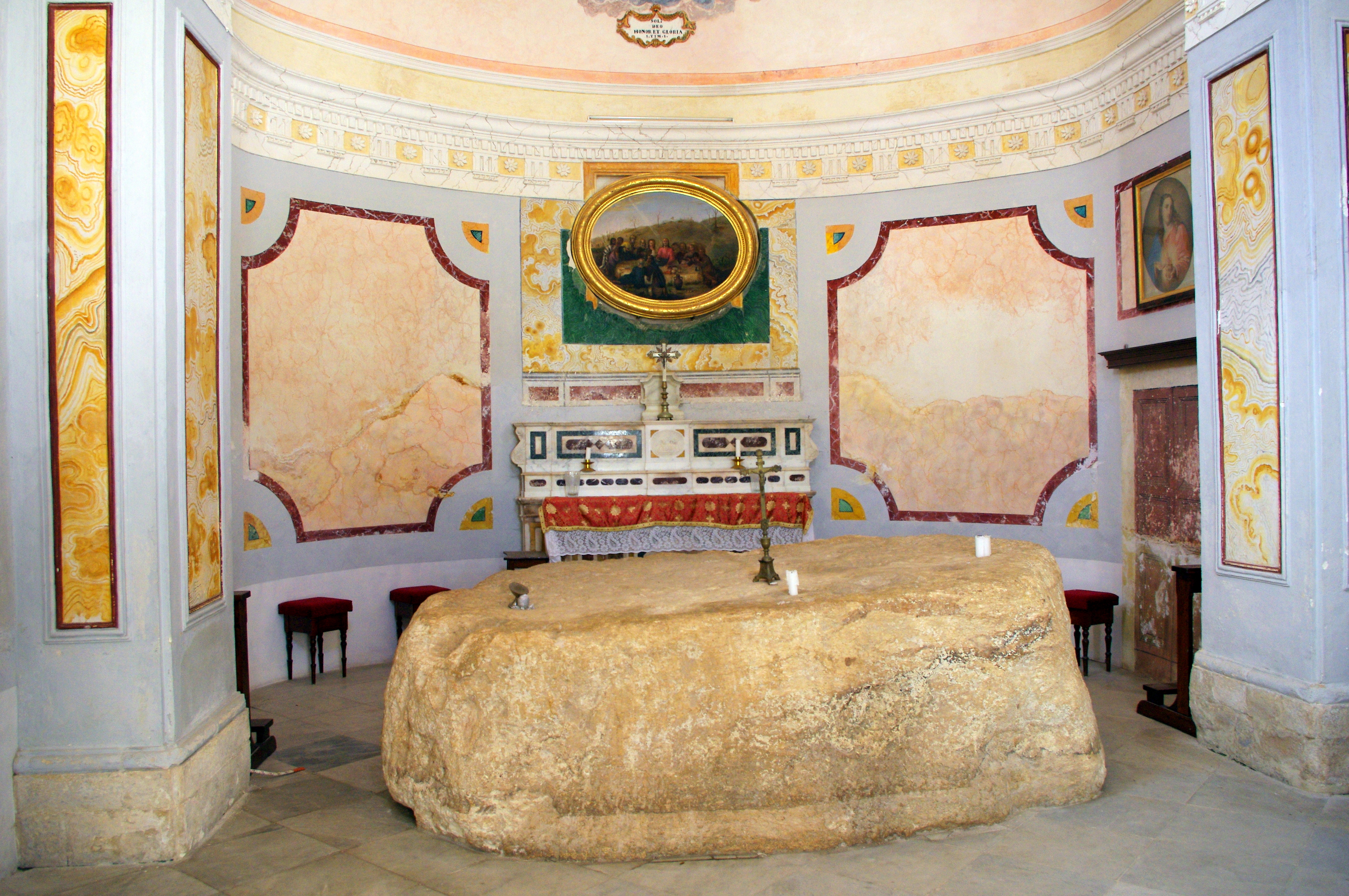
كنيسة البلاطة من الداخل

هذه الكنيسة القديمة التابعة للرهبان الفرنسيسكان، تقع في حي اللاتين البلدة القديمة بقرب من كنيسة الموارنة على طريق السوق القديم، وهي لا تستقبل الجمهور اليوم. صار المكان مطلوبًا لدى الحجاج ابتداءً من القرن السابع عشر بسبب صخرة حجرية كبيرة التي اعتبروها المائدة التي تناول عليها يسوع وتلاميذه الطعام. يُشار إلى أن هناك صخرة حجرية أخرى المائدة المشهورة موجودة في كنيسة القديس بطرس على ساحل بحيرة طبريا. وهكذا صرنا نجد في البلاد كنيستين باسم «منزا كريستي».
المائدة، المصنوعة من الحجر الجيري رُممت طوال السنوات بسبب عادة المؤمنين المسيحيين أن يأخذوا منها قطعا تذكارية وأن ينقشوا أسماءهم عليها. بهدف حماية الحجر أحيطت المائدة بحزام حديدي أزيل في عام 1645 من قبل المسلمين. بعض الحجاج أشاروا حتى ابتداء من عام 1659 إلى علامات جسم يسوع التي انحفرت في الحجر. في نهاية القرن الثامن عشر أقيمَ في المكان مصلى وفي عام 1861 بُنيت الكنيسة من جديد وصارت تقام فيها القداديس بصورة منظمة.
كنيسة يسوع الشاب (السالزيان)

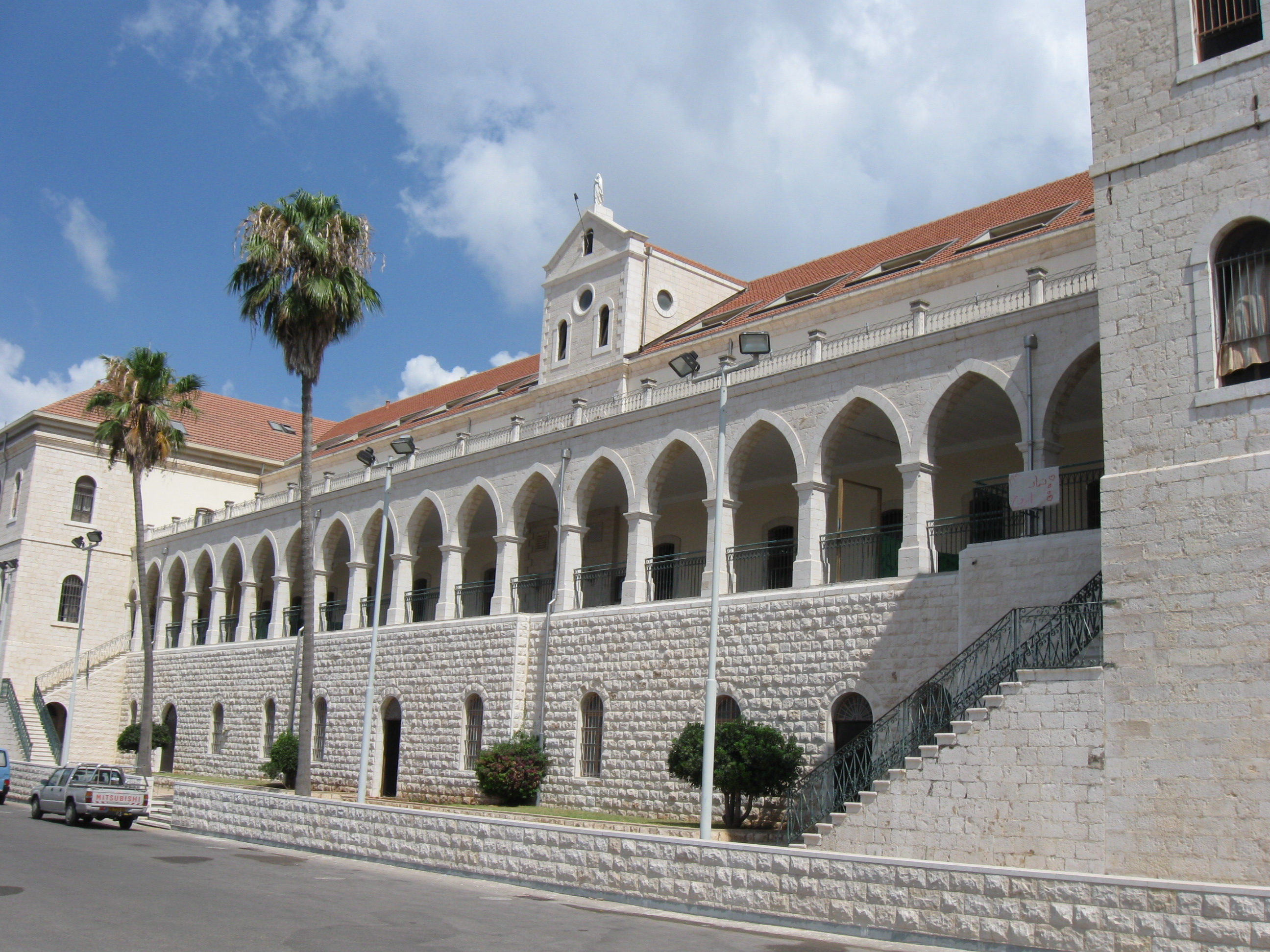
كنيسة السالزيان من الخارج

تُلقب أيضًا بـ«لؤلؤة الناصرة»، تقع على أعلى قمة في غرب المدينة ويمكن مشاهدتها من مسافات بعيدة تشكل نقطة بداية لرحلة مشي على الأقدام تنزل إلى السوق ومركز المدينة. الكنيسة، التي دُشنت في عام 1923، بنيت بأسلوب رومانسكي (أسلوب في التصميم المعماري من القرن الثاني عشر كانت بدايته في فرنسا) مع ساحة أعمدة واسعة حسب نموذج لكنيسة في فرنسا. على سطح الكنيسة تمثال رائع ليسوع الشاب، الفضاء الهائل للبازيليكا، وإمكانيات السمع والزجاج الملون المدهش الذي يخلق عرضًا ضوئيًا زاهي الألوان يضفي أجواء مقدسة مثيرة وتجعل من الكنيسة موقعًا مفضلا لإقامة الحفلات المقدسة. لوحة يسوع الشاب، المعلقة فوق المذبح، يتمشى في تلال الناصرة، تزيد من الشعور بالقداسة.
كنيسة القديس أنطون (الموارنة أو المارونية)
تقع في حي اللاتين بجوار «منزا كريستي»، وقد انتهى بناؤها عام 1774 بعد الحصول على موافقة الشيخ ظاهر العمر الزيداني وأُطلق عليها اسم القديس انطونيوس. قرب الكنيسة تلة يبلغ ارتفاعها حوالي 6-7 أمتار وهناك من يقول إن يهود الناصرة أرادوا إلقاء يسوع منها بالذات. مؤخرًا، بنيت كنيسة مارونية جديدة لكن أبناء الطائفة يواصلون الاعتناء بهذه الكنيسة. الطائفة المارونية في الناصرة موجودة منذ أيام فخر الدين المعني الثاني من عام 1620. عدد أبناء الطائفة اليوم حوالي ألف شخص.

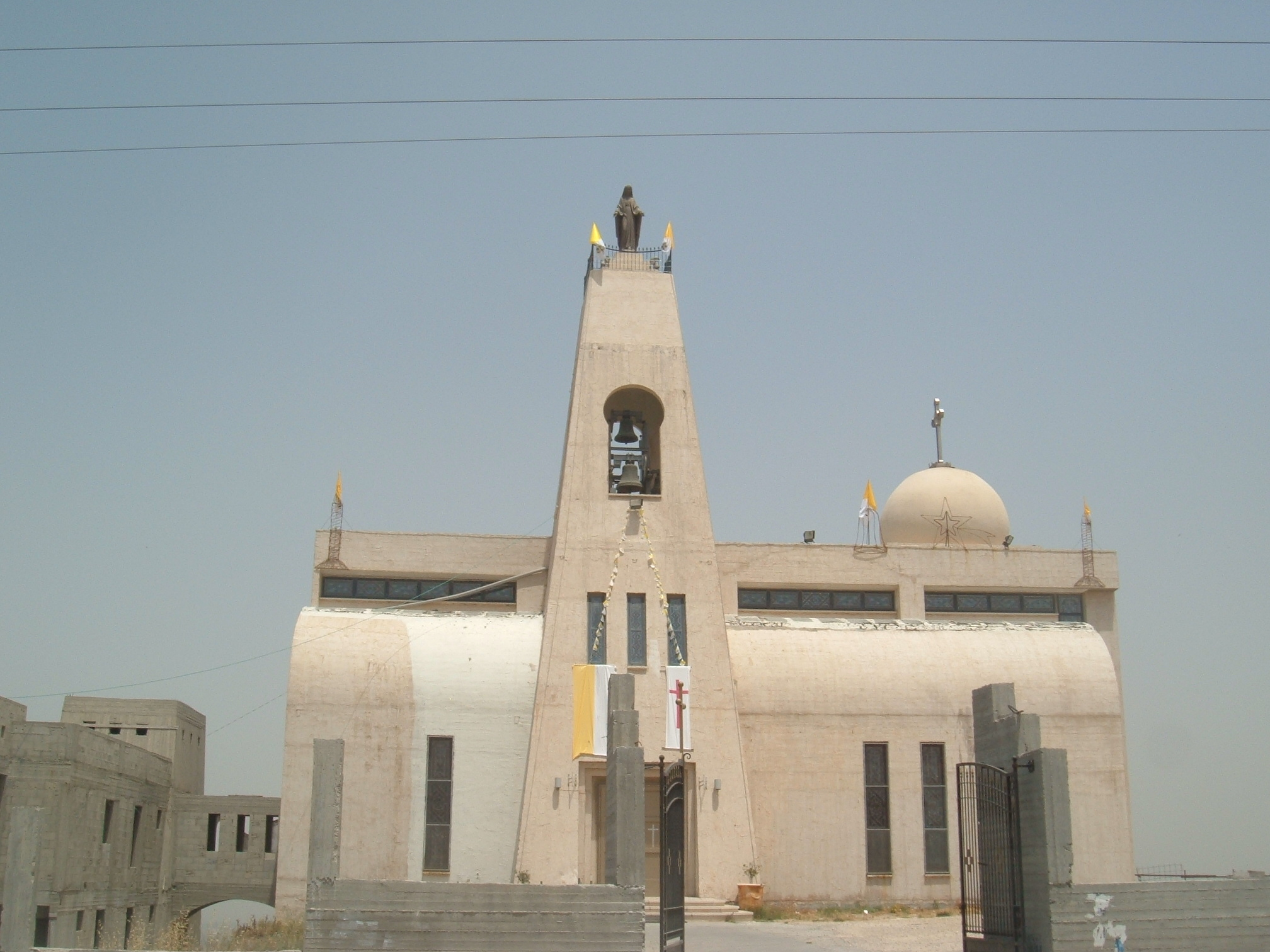
الكنيسة المارونية الجديدة
تقع بجوار دير يسوع الشاب، بنيت مؤخرًا من أجل تلبية احتياجات العبادة لدى أبناء الطائفة المارونية في الناصرة. المارونيون هم كاثوليك يطلق عليهم اسم مارون الذي تنقل في المنطقة، وقدم المواعظ للسكان وجمع حوله طائفة من المؤمنين. اليوم، يقع المركز الماروني في لبنان، مقر البطريرك الماروني. في الناصرة نجد اليوم حوالي 1000 ماروني. في الكنيسة الجديدة يمكن مشاهدة عرض فني لتماثيل ورسومات للفنانين الإيطاليين Tese وLamagna الذين يصفان الخوف الأم: حرب، مخدرات وموت.
كنيسة يسوع الأنجيلية
معروفة أيضًا باسم «كنيسة يسوع» أو «كنيسة المخلص». في عام 1861 زار الناصرة بحارون بريطانيون، وعندما لم يجدوا فيها كنيسة توجهوا إلى رئيس الكنيسة الإنجيلية في إنجلترا للتذمر وطالبوه بإقامة كنيسة. بعد ذلك بعام واحد، في عيد القيامة زار الناصرة الأمير إدوارد أمير ويلز وتبرع لبناء الكنيسة، فقامت «الشركة التبشيرية الكنسية» ببنائها وتم تدشينها عام 1871. وقد بذا الكاهن السويسري جوزف تسيلر، الذي خدم الرعية طوال حوالي عشرين عامًا، قصارى الجهود لتنفيذ هذا المشروع. بنيت الكنيسة بأسلوب عمارة قوطية جديد حسب تخطيط المهندس السويسري شتدلر.
كنيسة سيدة الرجفة ودير كلاريس
من المرجح أن هذه الكنيسة هي نفس الكنيسة التي كانت قائمة في القرن الثاني عشر وهي ملك للراهبات البندكتيات. بُنيت كنيسة «سيدة الرجفة» الأولى، كما يبدو، في الفترة الصليبية، في المدخل الجنوبي للمدينة على تلة تسمى «جبل الخوف» أو «تلة الزلزال» أو «دير البنات». وقد دمرت الكنيسة في القرن التاسع عشر فبنى الفرنسيسكان كنيسة جديدة في المكان عام 1876. يقع قرب الكنيسة دير كلاريس المسمى أيضا «نوتردام دي لابراوة». صار هذا الموقع مقدسا، لأنه كما تروي لتقاليد، عندما علمت مريم بأن سكان القرية سيلقون ابنها يسوع من فوق الجبل إلى الهاوية سارعت إليه وعند الوصول إلى هذه التلة أصابها خوف شديد.
كنيسة قصر المطران (سيدة الرجفة الأرثوذكسية)

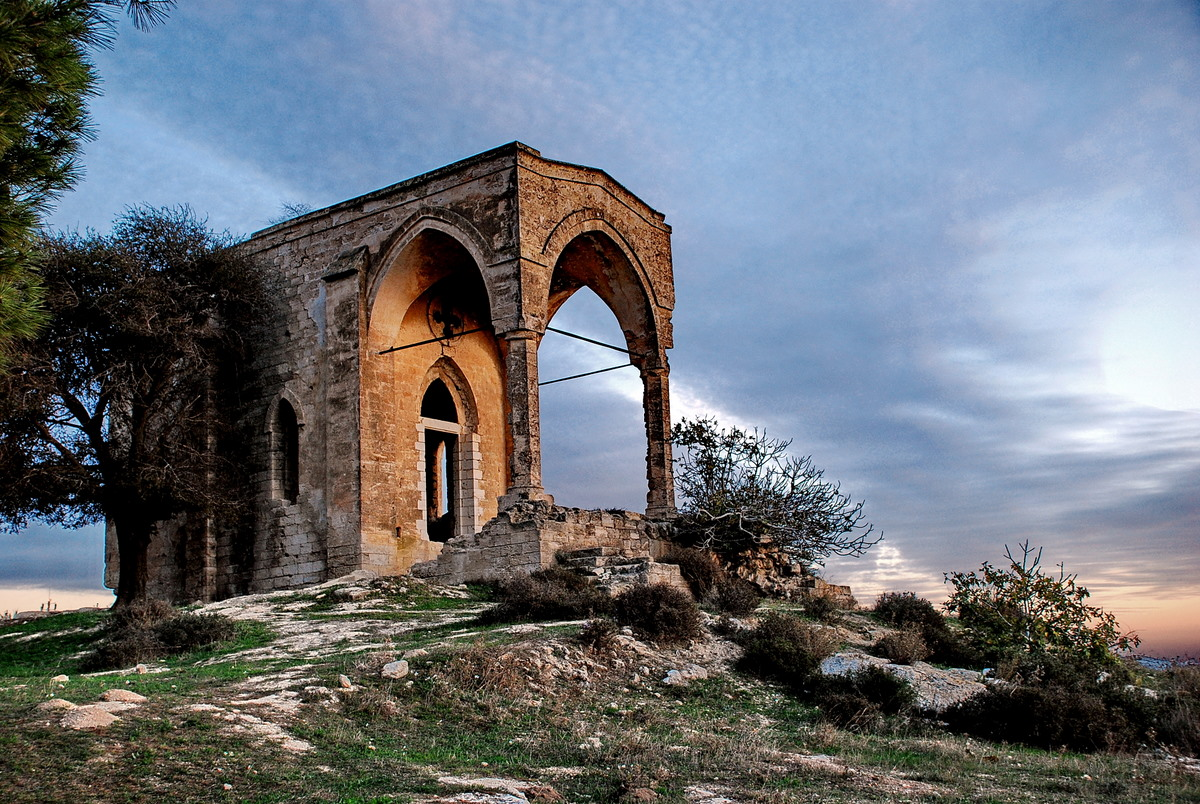
كنيسة قصر المطارن الأرثوذكسيّة

أقام الأرثوذكسيون كنيسة صغيرة مُقابل كنيسة «سيدة الرجفة»، على قمة الجبل في القسم الجنوبي الشرقي لمدينة الناصرة. في هذا المكان، كما تروي التقاليد، وقع حدث «سيدة الرجفة». تم ترميم الكنيسة وهي اليوم مفتوحة امام المصلين والزوار. بنيت الكنيسة في عام 1862 من قبل سيدة روسية تدعى ماريا كيسليفيه لذكرى سيدة الرجفة على مصير ابنها في الحادث الذي حاول السكان اليهود في الناصرة إلقاءه من قمة جبل القفزة. إلى جانبه، أقيم المنزل الصيفي الخاص بالأسقف اليوناني الأرثوذكسي وحاشيته. الكنيسة والمنزل الصيفي مهملان اليوم، لكن ما زلنا نستطيع ملاحظة بقايا رسومات القديسين.

### مساجد المدينة
الجامع الأبيض

مدخل الجامع الأبيض في الناصرة

الجامع الأبيض هو أحد أبرز معالم الناصرة، وهو أول مسجد للإسلام في الناصرة. تأسس المسجد في الناصرة على التقوى والصلاح في أرض مباركة ليكون مركزًا لصلاة المسلمين ودار ندوة وعلم وصلاح لهم، فهو يثبت العقيدة عند المسلمين وهذا يعكس الأثر في بناء مجتمع يقوم على الإيمان وليس على المظاهر وليكون منطلقًا للعلم وللعقيدة، وللفكر الإسلامي وذلك بتطبيق التعاليم وبتنفيذ الأوامر إذا كان ذلك بالاجتماع على الهدى أو بالسجود والركوع وبمتابعة أقوال وأعمال النبي محمد. وتحول مع مرور الوقت إلى مركز ثقافي وديني مهم في حياة مدينة الناصرة، عدا كونه مكانًا للعبادة للمؤمنين المسلمين تقام فيه نشاطات تعليمية وثقافية، وكان مركزًا لإدارة الشؤون المدينة، حيث عملت فيه محكمة ومدرسة.
أُقيم القسم الأول من المسجد عام 1785 في أيام حاكم عكا أحمد باشا الجزار. وقد كلف الشيخ عبد الله النيني مهمة البناء وإدارة شؤون سكان الناصرة والمنطقة. بسبب معارضته للحكم المصري في عهد محمد علي خلال التمرد من عام 1834 نفي النيني إلى مصر حيث تعلم في الأزهر. صار النيني أحد رجالات الدين الهامين بحيث أطلق عليه اسم الفاهوم، وهي العبارة التي تشير إلى العقل والفطنة والحكمة. تقديرًا له دفن عبد الله الفاهوم في الجانب الغربي من المسجد. منذ ذلك الحين وحتى اليوم فإن الجامع الأبيض هو وقف عائلي يُدار وتتم صيانته من قبل عائلة الفاهوم. في السنوات الأخيرة رُمم المسجد وتم تحسين مظهره الخارجي والمنطقة المحيطة به. كذلك، يوجد في المسجد مُتحف صغير يحتوي على مستندات وسجلات نادرة.
مسجد السلام
هو أحد أحدث المساجد في الناصرة. وأول من فكر في بناء هذا المسجد هم أهل الحي الشرقي، أكبر الحارات الإسلامية في الناصرة. يقع المسجد إلى الشرق من شارع بولس السادس، الذي يشكل الشارع الرئيسي في المدينة. اتفق أهل الحي الشرقي المسلمون المؤمنون في اجتماع عام 1960، على جمع تبرعات لبناء مسجد جديد في الناصرة.

#### مسجد النور
يقع في حي بير أبو الجيش وقد تم إنشاؤه عام 1978.

#### مسجد بلال
يقع في حي الصفافرة وقد تم إنشاؤه عام 1981.
مقام الشيخ عامر
هو قبر مقدس يطلق عليه اسم الشيخ عامر الدين ويقع بجوار الكنيسة الإنجيلية. أقيم المبنى الذي في الموقع عام 1911 من قبل حسين بك أباظة الذي كان موظفا تركيا في الناصرة. حسب التقاليد المحلية كان عامر الدين شقيق شهاب الدين. وقد حارب عامر الدين إلى جانب خاله صلاح الدين ضد الصليبيين واستشهد دفن في الناصرة.

### معالم أخرى
| عين العذراء هي نبع ماء الموجودة بساحة العين في مدينة الناصرة.نسبت هذه العين إلى مريم العذراء المباركه لانها كانت تستقي الماء للشرب منها وبحسب تقليد القرن الأول ان الملاك جبرائيل بشر مريم العذراء على العين اولا وهي تملا جرتها ثم اتم البشاره في بيتها. في عهد الصليبيين عندما بنيت الكنيسة الأرثوكسية فوق عين العذراء، منع الناس من دخول الكنيسة. للسقاية لتلافي التشويش على المصلين وحفاظا على قدسية الكنيسة.فأجروا الماء في قسطل إلى خارج الكنيسة. ولكثر أهميته تكون شعار البلدية من صورة العين. |
| المسكوبية مبنى كبير ورائع يقع على بعد حوالي خمسين مترًا فقط إلى الغرب من نبع مريم. أقامه الروس في العام 1904 حسب تخطيط المصمم المعماري الألماني شوماخر وكان بمثابة مضافة للحجاج الروس الذين قامت أعداد كبيرة منهم بزيارة مدينة الناصرة. يُستعمل المبنى اليوم كمحطة للشرطة والبريد في المدينة. |
| مقام النبي سعين النبي سعين هو مكان فيه مقام مقدس عند المسلمين، يقع هذا المقام في أعلى نقطة من مدينة الناصرة، على جبلها الشمال الغربي، ويرتفع 450 متر عن سطح البحر. لقد نُسب الجبل الذي يقع عليه مسجد النبي سعين للمسجد، فيقال جبل النبي سعين. |

## الثقافة والتعليم

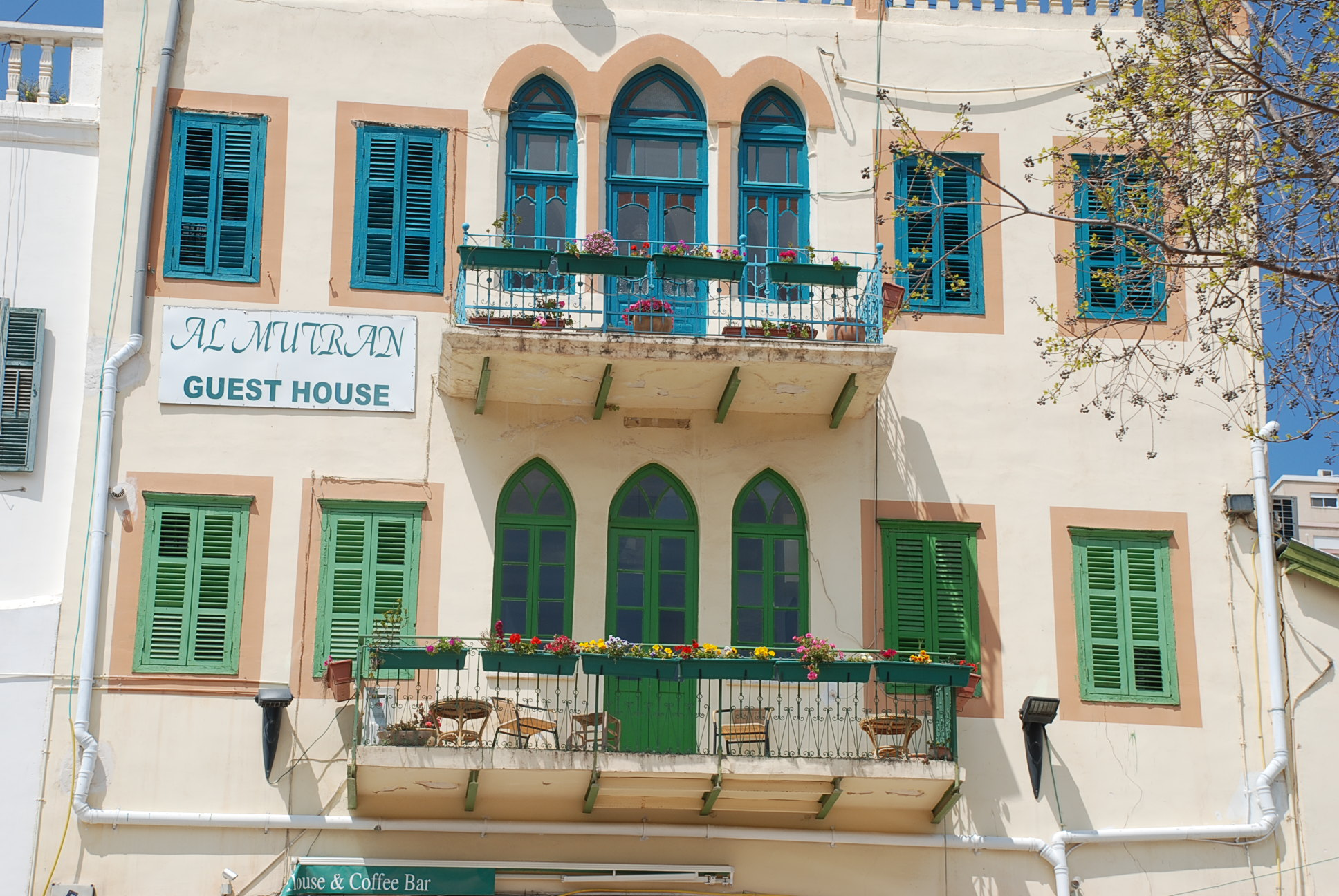
منزل آل المطران.

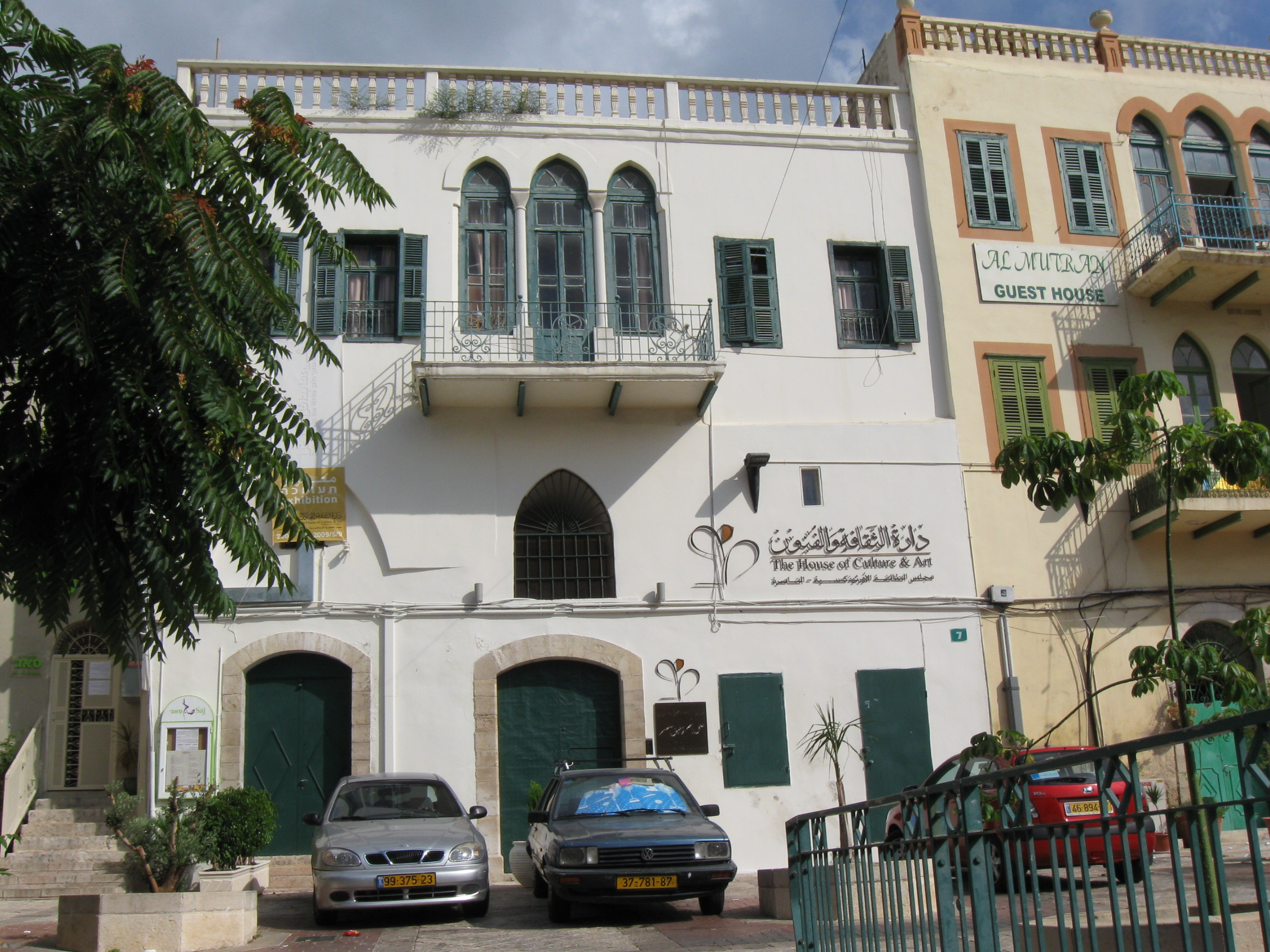
مركز الثقافة والفنون.

اشتملت الناصرة في أوائل عهد الانتداب البريطاني على عدد من المدارس، منها اثنتان للحكومة ومدرسة للكاثوليك العرب وعدة مدارس للإرساليات المسيحية الأجنبية. وكان فيها دار المعلمين الروسية التابعة للكنيسة الأرثوذكسية، وهي من أهم المدارس الفنية في المدينة آنذاك. بين السنوات 1942 و 1943، ضمت الناصرة ثلاث مدارس حكومية، اثنتين للبنين وواحدة للبنات. أما المدرستان الاخريان للبنين والبنات فهما ابتدئيتان كاملتان. وقد بلغ مجموع المدارس الخاصة والتي جميعها مسيحية 11 مدرسة وذلك في عام 1943. كانت الحياة العلمية خلال العصر العثماني والإنتداب البريطاني في الناصرة راقية، حيث ظهر أثرها في مستويات الأهالي الثقافي العالي، فقد ساهمت الناصرة في تخريج جيل مشهور من المتعلمين والمثقفين والأدباء. بعد قيام دولة إسرائيل، شكّلت الناصرة المركز الثقافي والعلمي والأكاديمي لعرب 48، جنبًا إلى جنب مع كفرياسيف والرامة وحيفا.
تُعتبر المدارس المسيحية والكاثوليكية خصوصًا في مدينة الناصرة اليوم، من أفضل المدارس في الوسط العربي الإسرائيلي، وتحتل مراكز مرموقة، وهي تسعة ويتلقى العلم فيها أكثر من نصف الطلاب الثانويين في الناصرة والقضاء وهي: المدرسة الإكليركية «المطران»، ومدرسة راهبات مار يوسف، والمدرسة المعمدانية «الأمريكان»، وتحتل هذه المدراس الثلاث أولى مراتب أفضل مدارس عربية. هناك أيضًا: مدرسة المسيح الإنجيلية، ومدرسة راهبات المُخلّص ومدرسة التيراسنطة وهي من أقدم المدارس في فلسطين التاريخية وأيضًا مدرسة راهبات الفرنسيسكان، ومدرسة راهبات السالزيان ومدرسة السالزيان الصناعيّة «دون بوسكو» بالإضافة إلى مدرسة الواصفيَّة الإبتدائية. يُذكر أنّ هذه المدارس والمؤسسات المسيحية يتلقى فيها العلم طلاب من كافة الطوائف والأديان.

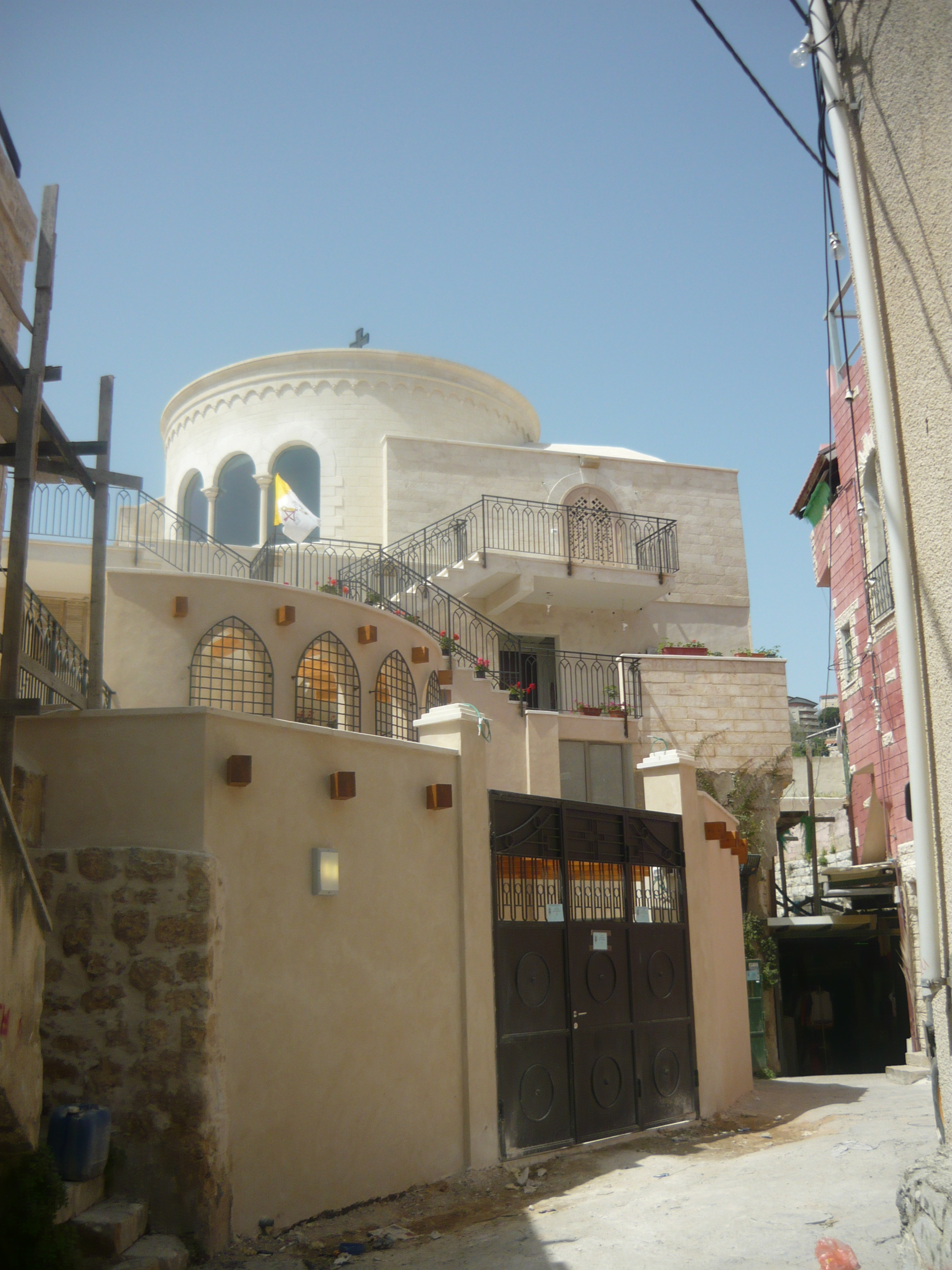
مركز مريم العالمي.

تَشهد الناصرة في الفترة الأخيرة، وعلى الأدق منذ سنة 2000، مبادرات ومحاولات عديدة لتنشيط الحراك الثقافيّ فيها، وتفعيل مؤسّسات ثقافيّة، أكثر من الفترات السابقة باستثناء فترة السبعينيات. في عام 2021 كان هناك 52 مدرسة بالمُجمل في مدينة الناصرة، 778 صف للتعليم، ووصل عدد الطلاب إلى 19,775.
من جهة أخرى، أصبحت النّاصرة منذ عام 1980 مركزًا إعلاميًا بارزًا، فبعد أن أُغلقت جميع الصّحف الفلسطينيَّة أبوابها بعد النكبة (باستثناء صحيفة «الاتحاد» التابعة للحزب الشيوعي، والتي أسسها توفيق طوبي عام 1944 واستمرت بالصدور في حيفا)، أخذت تصدُر في الناصرة صحف أسبوعية، وكان أولها صحيفة «فينوس». من الجدير بالذكر أن جميع الصحف الحالية تصدر يوم الجمعة من كل أسبوع، باستثناء صحيفة الميدان التي صدرت يوم الخميس، ثمّ تحوّلت إلى صحيفة "الأخبار" التي عادت تصدُر وما زالت كل يوم جمعة، وصحيفة «العين» التي تصدر بشكل غير منتظم خلال يوم الأربعاء من كل أسبوع. وهناك صحيفة أخرى أخذت تصدر في الناصرة منذ عام 1999 وهي صحيفة «حديث الناس»، وقد كان لها شعبية كبيرة في الفترة الأولى من صدورها، ثم أخذت بالتراجع. وقد تأسست في الناصرة عدة جمعيات ثقافية كدار الثقافة والفنون، جمعية الثقافة العربية، وجمعية الناصرة للثقافة والسياحة، المؤسسة عام 1999 التي قامت ببناء خطة لرفع مكانة المدينة اقتصاديًا وثقافيًا واجتماعيًا. من جهى أخرى، أُطلق على أحد المراكز الثقافية المدينة مؤخرًا اسم «مركز محمود درويش الثقافي» تخليدًا لذكرى الشاعر الفلسطيني محمود درويش. وقد تم في السنوات الأخيرة تطويره بشكل راق. ويضم بالإضافة لمنصة المسرح والقاعة، قاعة جاليري للفنون التشكيلية.
إن أكثر ما تفتقر إليه الناصرة من المقوّمات الثقافية حاليًا، بالإضافة إلى افتقارها المتحف الوطني والمسرح القومي ودور السينما، هي الجامعة، فقد عارضـت الدولة العبريّة بعناد أي محاولة لتأسيس جامعة عربية في الناصرة، من منطلقات سياسية قومية، مدركة الأهميّة الحاسمة للجامعة في بناء الذات القوميّة والنخب الفكرية والأكاديمية.
ويُلاحظ المتتبع للمشهد الثقافي الفلسطيني العام، المساهمة الجليّة للمبدعين النصراويّين، ممن ولدوا فيها أو ممن قدموا إليها وعاشوا فيها. وقد يكون الحضور النصراويّ هو الأبرز في مجال السينما الفلسطينيّة عمومًا، كالمخرجون. بالإضافة إلى عدد كبير من الأسماء في مجال الأدب والشعر والموسيقى.

## الرياضة

شعار نادي أخاء الناصرة.

تُعد كرة القدم الأكثر مُتابعة رياضيًا من قبل سكان الناصرة. ويُعتبر فريق ماكابي آخاء الناصرة الفريق المحلي للمدينة والذي يلعب في دوري الدرجة الثانية فيس إسرائيل. كما تحوي الناصرة ملعبًا يُدعى ملعب عيلوط، والذي يُمكن أن يستوعب حوالي 5,000 متفرج، والذي يلعب فيه النادي أساسًا. وقد تأسس النادي في عام 1967، ويُعد واحدًا من أهم الأندية الرياضية العربية في إسرائيل. من جهة أخرى، للنادي فريق يلعب كرة السلة بالإضافة إلى عدد من النوادي الأخرى. ويقع في الجزء الغربي من المدينة، مركز ثقافي ورياضي كبير مع مجمع ملاعب لكرة المضرب (التنس).

## الصحة

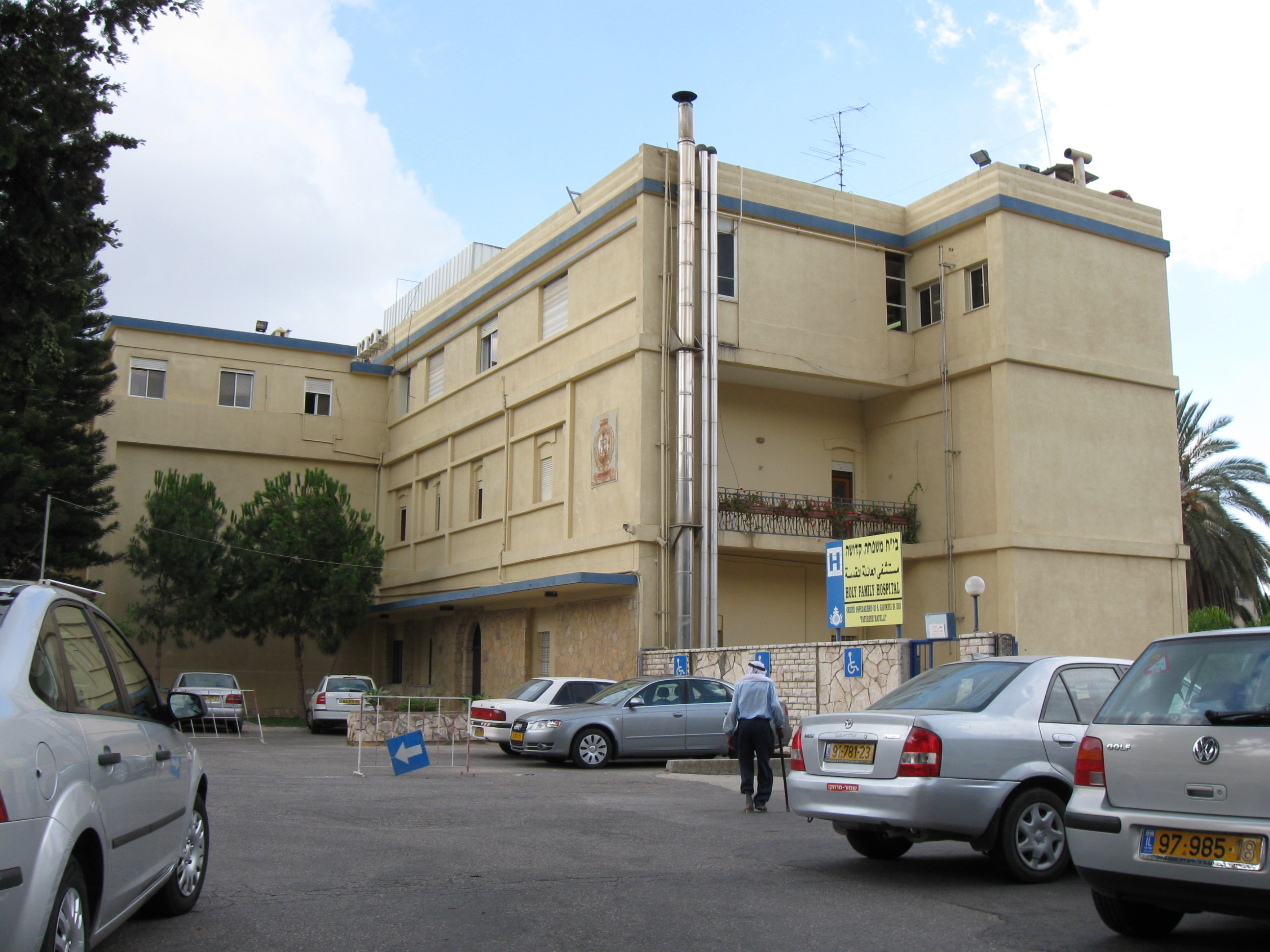
مستشفى العائلة المقدسة وهو من أقدم مستشفيات الناصرة.

تتواجد في مدينة الناصرة ثلاث مستشفيات. وقد شكلت الناصرة قبل عام 1948، مركز صحي لقضاء الناصرة، إذ لم تحو المنطقة مستشفيات باستثناء الناصرة، بُنيت هذه المستشفيات من قبل مؤسسات مسيحيَّة تبشيرية.
يُعتبر مستشفى العائلة المقدسة أو المشفى الإيطالي أو المشفى النمساوي أقدم هذه المشافي، إذ بنى سنة 1881 بناه رهبان يوحنا عبد الله المتخصصين في المجال الصحي، أُطلق على المشفى اسم المشفى النمساوي كون الرهبان الذين أسسوه كانوا من النمسا، اما اليوم فيدير المشفى راهبات إيطاليات. أصبح المشفى سنة 2012 مشفى جامعي يعود لكلية صفد الطبية.
تأسس المستشفى الفرنسي أو مستشفى القديس منصور دي بول سنة 1898 على يد الراهبه «ليوني سيون» المسؤوله عن مؤسسات «راهبات المحبة» في الأرض المقدسة. بدأ المستشفى متواضعًا بأربع راهبات في بيت مستأجر زُوّد بسبعة عشر سريرًا ومستوصف صغير. وكانت الراهبات يقمن بزيارة البيوت في الناصره والقرى المجاورة. وأمام ازدياد المرضى، قامت الراهبة «فوران»، خليفة الراهبة «سيون» بشراء أرض فسيحة لبناء مستشفى عليها.كان عدد سكان الناصره آنذاك نحو 6,000 نسمه. شهد المستفى آخر سنوات الحكم العثماني (1898-1918) وعايش الانتداب البريطاني (1918-1948) وعايش قيام دولة إسرائيل منذ سنة 1948. في أيام الحكم العثماني، كان لا بد من حماية سيسايه اجنبيه حيال اطماع الموظفين الاتراك. لذلك طلبت المؤسسات الكاثوليكية الفرنسية حماية قنصل فرنسا، ولذا دعي مستشفى الناصره الجديد «المستشفى الفرنسي» أو «مستشفى القديس منصور دس بول».
أسست المنظمة التبشيرية البروتستانتية المشيخية «الجمعية الطبية التبشيرة ادنبرة» أو مستشفى الناصرة ا.م.م.س ما يُعرف باسم المستسشفى الإنكليزي سنة 1924 والذي يقع في جنوب غرب المدينة، وأقيم إلى جنب المستشفى مدرسة للتمريض تأسست في عام 1924، وتمنح عند التخرج للطلاب شهادة من وزارة التعليم والتي تؤهل الطلاب لامتحان الرخصة للعمل في مجال التمريض.

## السياحة

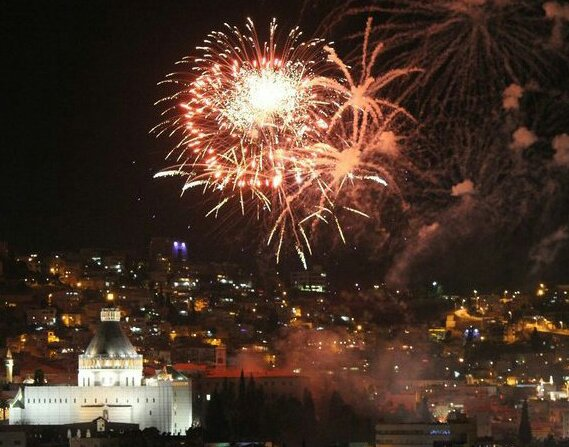
الاحتفالات في عشية عيد الميلاد.

للناصرة أهمية دينية خاصة كما لغيرها من مدن فلسطين التاريخية المقدسة كالقدس وبيت لحم والخليل، ففيها 24 كنيسة وديرًا وعدد من المتاحف الدينية. وتضم كذلك بعض المساجد وأضرحة الشهداء والصالحين حسب المعتقد الإسلامي. وأبرز معالم المدينية التاريخية الدينية بازيليكا البشارة التي تقوم على الموضع الذي بُشرت فيه مريم بانها ستلد يسوع المسيح حسب المعتقد المسيحي. وتقع الكنيسة على مقربة من حافة الجبل المطل على مرج ابن عامر. وكان اليهود قد حاولوا أن يلقوا بيسوع من فوقه إلى أسفل. وهناك كذلك كنيسة القديس يوسف التي أقيمت مكان بيت يوسف النجار وحانوته وكنيسة البلاطة أو مائدة المسيح، وكنيسة سيدة الرحمة، وكنيسة المجمع، وعين العذراء. جذبت أهمية الناصرة الدينية أنظار العالم المسيحي، فأخذ يأمهّا الآف الحجاج المسيحيين والسياح سنويًا لزيارة البقاع المقدسة والتاريخية.

## الناصرة الرسمية

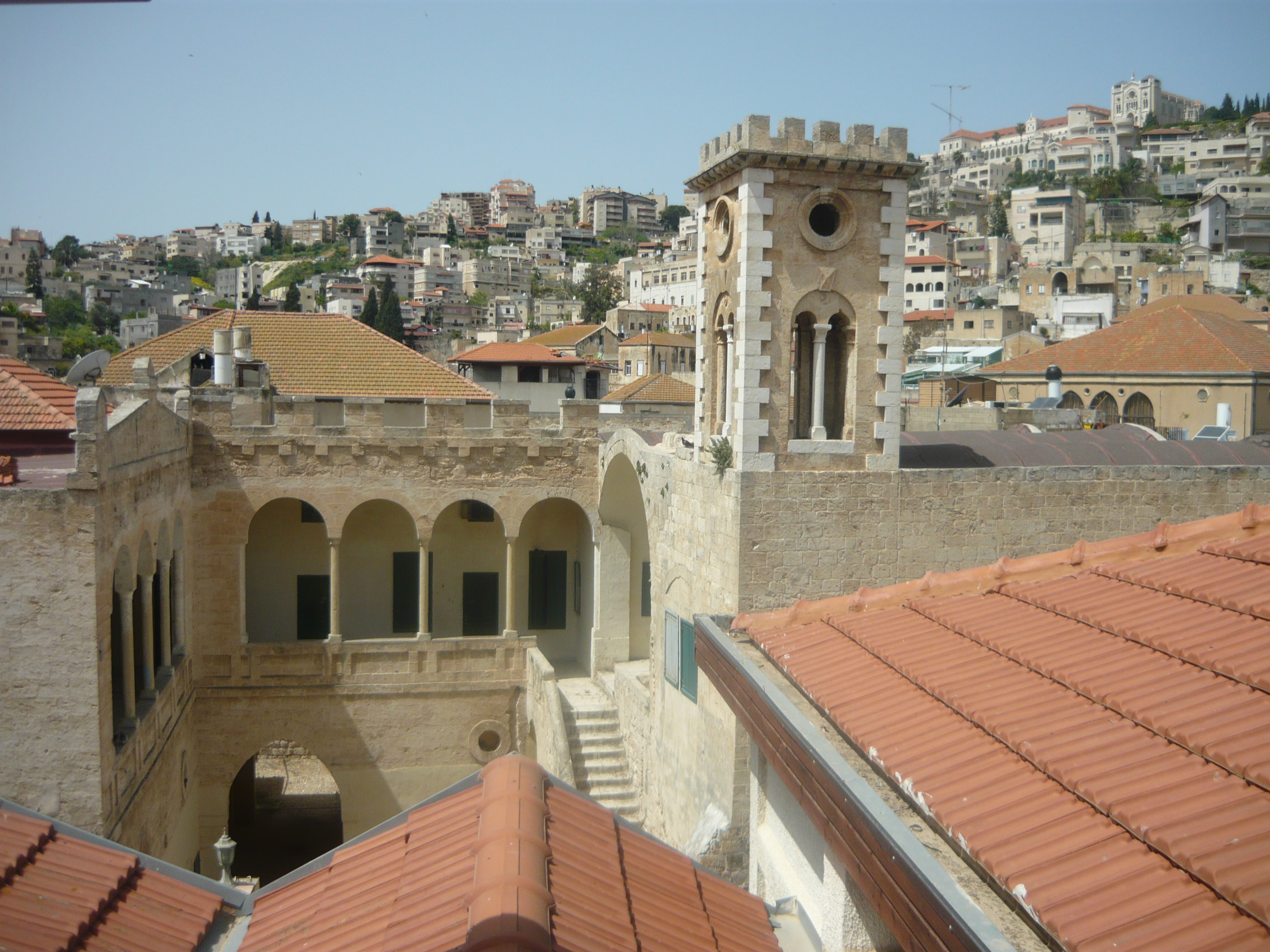
مبنى سرايا الناصرة.

تحوي الناصرة عدد من المباني الرسمية، منها ما هو تراثي يعود إلى الحقبة العثمانية في فلسطين. من أهم تلك المباني هو سرايا الناصرة، وهو مبنى حكم تاريخي هام من الفترة العثمانية، تم بناؤه حوالي عام 1740 من قبل حاكم الجليل ظاهر العمر، الذي اتخذه منزله الخاص وكمبنى الحكم العثماني، حيث أشرف منه على الأمن في مرج ابن عامر. وقد ضم المبنى اسطبلات ومعتقلا. وقد أصبح المبنى مقرًا لبلدية الناصرة بعد النكبة عام 1948 حتى بداية تسعينيات القرن العشرين، إذ انتقل مقر البلدية إلى مكان آخر في المدينة.

### رؤساء بلدية
مر على الناصرة منذ إنشاء أول بلدية فيها عام 1875، عدد من رؤساء البلدية، كان منهم 9 بعد تأسيس إسرائيل عام 1948، بالإضافة إلى لجنتين مؤقتتين في فترتين مختلفتين.
| الاسم                    | الفترة    |
| ------------------------ | --------- |
| سليم بشارة               | 1924-1948 |
| يوسف محمد علي فاهوم      | 1948-1954 |
| أمين سليم جرجورة         | 1954–1959 |
| سيف الدين الزعبي         | 1959–1965 |
| عبد العزيز الزعبي        | 1965–1966 |
| لجنة                     | 1966–1967 |
| موسى كتيلي               | 1967-1971 |
| سيف الدين الزعبي         | 1971-1974 |
| لجنة                     | 1974-1975 |
| توفيق زياد               | 1975-1994 |
| رامز جرايسي              | 1994-2014 |
| علي سلام                 | 2014-2025 |
| لجنة برئاسة يعكوف افراتي | 2025-الآن |

في شهر يناير من عام 2025، تم تشكيل لجنة تحقيق في وزارة الداخلية لفحص اداء بلدية الناصرة حيث كانت تعاني المدينة من مشاكل عديدة من ضمنها عدم جمع النفايات من قبل البلدية، وتراكم الديون المالية على البلدية. في تاريخ 23 من يونيو 2025، قبل وزير الداخلية موشيه أربيل توصية اللجنة، وقرر حل المجلس البلدي، اقالة علي سلام من منصبه كرئيسًا لبلدية الناصرة، وتعيين يعكوف افراتي ليشغل منصبه.

### مدن شقيقة
الناصرة متوأمة مع المدن التالية:
- فلورنسا، إيطاليا.[145]
- لوريتو، إيطاليا.[146]
- نابلس، فلسطين.[147]
- بيروت، لبنان.
- سان دوني، فرنسا.
- لاهاي، هولندا.
- تشيستوخوفا، بولندا.

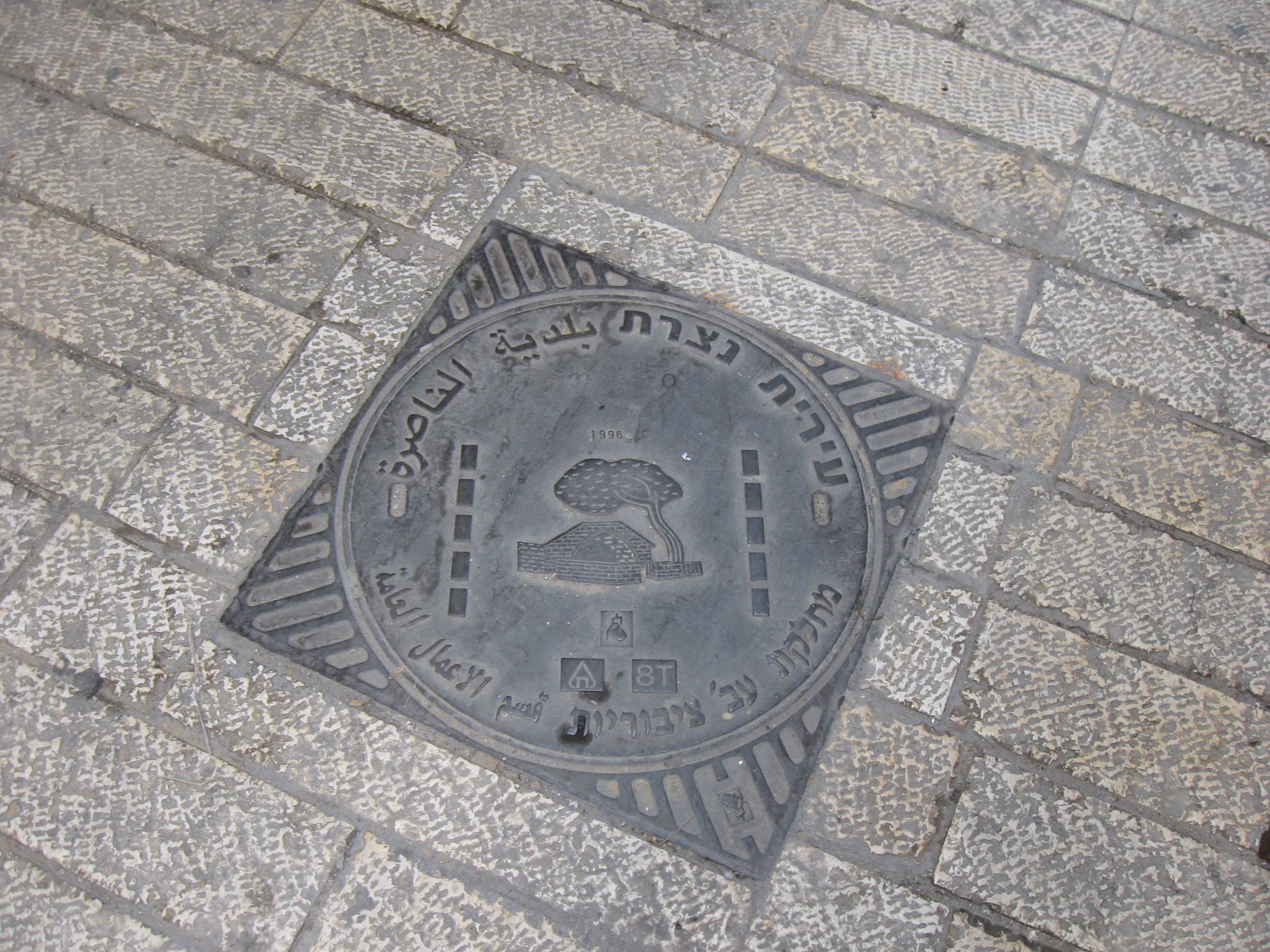
اسم البلدية على أحد شوارعها.

- ميامي، الولايات المتحدة.[148]

## طالع أيضًا
- كتاب تاريخ الناصرة - من أكبر الكتب التي كتبت عن الناصرة
- المسيحيون في الناصرة
- المسلمون في الناصرة
- كتاب «الناصرة العثمانية في عيون غربية» هزاع أبو ربيع
- American(s) Dreaming: Iconic Images of Nazareth and Thoughts on the Holy Land. Hazza M. Abu Rabia

## وصلات خارجية
- موقع المدينة الرسمي
- موقع العرب - موقع اخباري يُبث من مدينة الناصرة
- موقع المؤرخة نهى زعرب قعوار